# Bonanno bűnözőklán
A Bonanno bűnözőklán vagy ismertebb nevén Bonanno család egyike "az öt családnak", amely az Amerikai maffia néven közismert bűnügyi jelenség részeként uralja a szervezett bűnözést New Yorkban és az Egyesült Államokban.
A klánt Maranzano családként ismerték, amíg az alapítót, Salvatore Maranzanót 1931-ben meg nem gyilkolták. Ezután Joseph Bonanno kapta a klán irányításának nagy részét. Bonanno vezetése alatt az 1930-as és 1960-as évek között a Bonnano klán az egyik legbefolyásosabb maffia család volt az országban. Az 1960-as évek elején azonban Joseph Bonanno megpróbálta megbuktatni a Bizottság több vezetőjét, de nem járt sikerrel. Bonanno 1964 és 1966 között eltűnt, ezután kezdetét vette az 1968-ig tartó "banánháború", miután Bonanno vissza vonult Arizonába. 1976 és 1981 között a klánba beszivárgott egy magát Donnie Brascónak nevező fedett FBI-ügynök, így a New York-i klánok közül elsőként ezt a klánt menesztették a Bizottságból, és csak az 1990-es években, Joseph Massino vezetésével tért vissza, de az új évezred hajnalára nemcsak a Bizottságba tért vissza, hanem egyben New York legbefolyásosabb klánja is lett. A 2000-es évek elején azonban a büntetőperek sorozata abban csúcsosodott ki, hogy a klán főnöke, Massino is árulóvá vált, megszegve ezzel az Omertà kódexét, és ezáltal Massino lett az öt család egyikének az első főnöke, akiből áruló lett. A Bonanno klánt a 20. században az öt család közül a legbrutálisabbnak tartották.

## Története

### Szicíliai származás
A Bonanno klán eredete a szicíliai Trapani tartományban található Castellammare del Golfo városáig, főnökükig, Giuseppe "Peppe" Bonannoig és idősebb testvéréig és tanácsadójáig, Stefanóig vezethető vissza. A klán legerősebb szövetségese a Magaddino maffiaklán vezetője, Stefano Magaddino, Joseph Bonnano anyai nagyanyjának testvére volt. Az 1900-as években a két klán viszálykodott Felice Buccellatóval, a Buccellato maffiaklán főnökével. 1902-ben Stefano Magaddino New Yorkba érkezett, és a Castellammarese klán befolyásos tagja lett. 1902-ben Stefano és Giuseppe meggyilkolása után a fiatalabbik testvér, Salvatore bosszút állt a Buccellato klán tagjainak meggyilkolásával. Nem sokkal ezután, Salvatore 1903-ban feleségül vette Catherine Bonventrét, és 1905. január 18-án megszületett közös fiuk, Joseph Bonanno. Három évvel később Salvatore New Yorkba költözött a családjával, és elkezdte kiépíteni uralmát és ellenőrzését a brooklyni Williamsburgben lévő Castellammarese közösségben. 1911-ben Salvatore visszatért Szicíliába, azonban 1915-ben egy szívroham következtében meghalt. 1921-ben Magaddino a New York állambeli Buffalóba menekült a gyilkossági vádak elől, és a Castellammarese klánt Nicolo Schiro vette át.

### Castellammarese háború

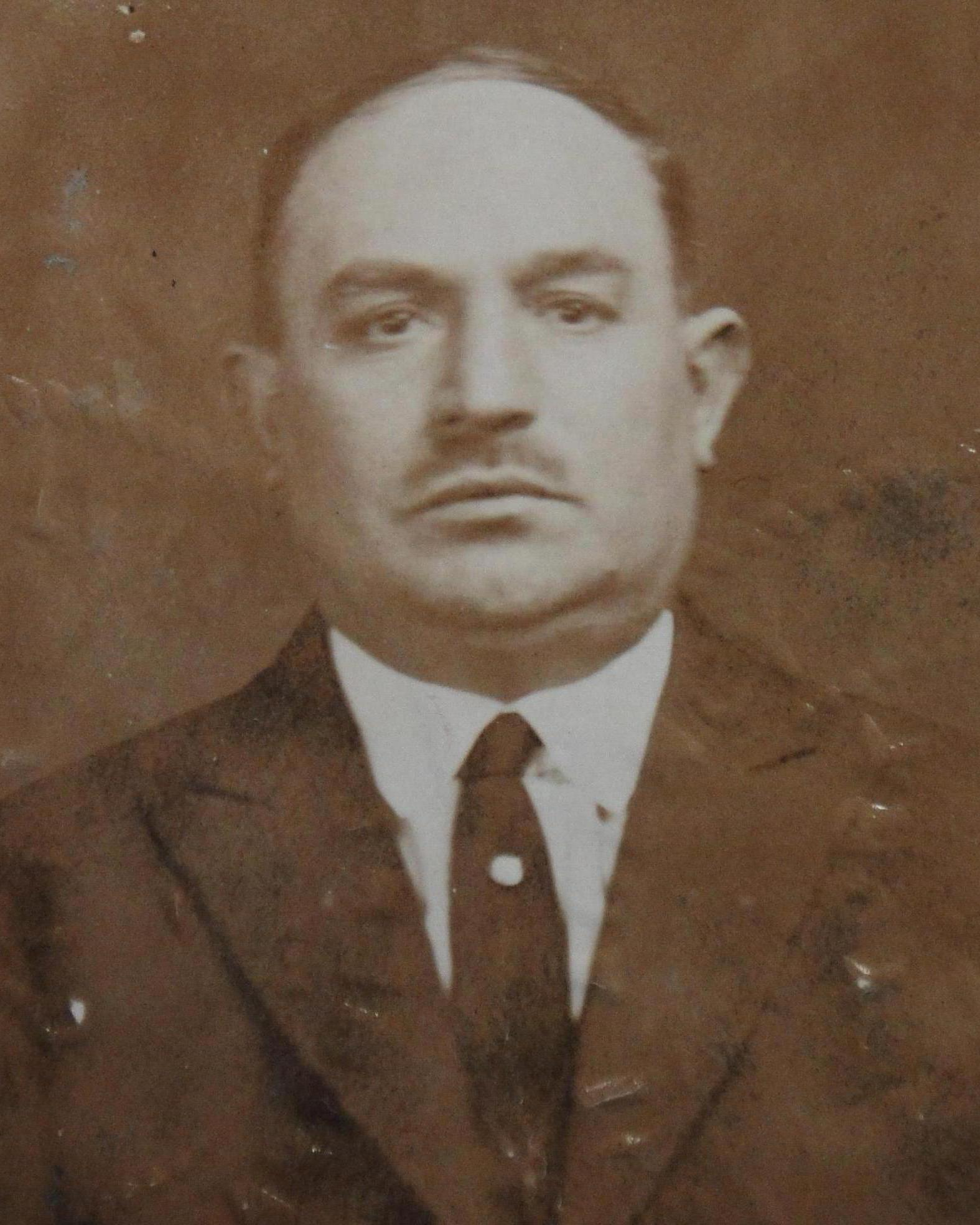
Nicolo "Cola" Schirò 1923-ban.

1930-ban erőszak tört ki a Giuseppe "Joe the Boss" Masseria által vezetett csoport és a Castellamarreses tagjai között a Masseria által csempészett szeszes italok ellopása miatt. Ez hamarosan teljes háborúvá fajult, amely Castellammarese háború néven vált ismertté. Ekkor a Castellamararese klánt Nicolo "Cola" Schirò vezette, aki megpróbált együttműködni Masseriával. Schiròt, Salvatore Maranzano váltotta fel, aki át akarta venni az irányítást a New York-i alvilág felett. Maranzano vezetése alatt tovább folytatódott a háború.
A Castellammarese csoport szervezettebb és egységesebb volt, mint a Masseria klán. Maranzano szövetségesei voltak a buffalói családfőnök Stefano Magaddino, a detroiti családfőnök Gaspar Milazzo és a philadelphiai családfőnök Salvatore Sabella, mindannyian a Castellammarese klánhoz tartoztak, továbbá Joseph Bonanno, Carmine Galante és Gaspar DiGregorio valamint Maranzano közel állt Joseph Profacihoz is, a New York-i Profaci klán leendő főnökéhez. Végül titkos szövetséget kötöttek a bronxi Reina klán főnökével, Gaetano Reinával, aki névleges Masseria-szövetséges volt.
Reina 1930. február 26-án történt meggyilkolása után a Masseria csoport tagjai elkezdtek átállni Maranzanóhoz. 1931-re a hatalom a Castellammarese csoport felé fordult. Azon a tavaszon mindkét táborból származó fiatalabb maffiózók egy csoportja, akiket "Fiatal törökök" néven ismertek, úgy döntött, hogy átállnak Maranzanóhoz, és véget vetnek a háborúnak. Ebbe a csoportba tartoztak a későbbi maffiafőnökök, Charles "Lucky" Luciano, Vito Genovese, Frank Costello, Tommy Lucchese, Albert Anastasia és Joe Adonis. Az Ifjú Törökök vezetőjeként Luciano titkos alkut kötött Maranzanóval, és megígérte, hogy megöli Masseriát. A háború végül akkor ért véget, amikor Masseriát 1931. április 15-én megölték.

### Maranzano gyilkosság és a Bizottság

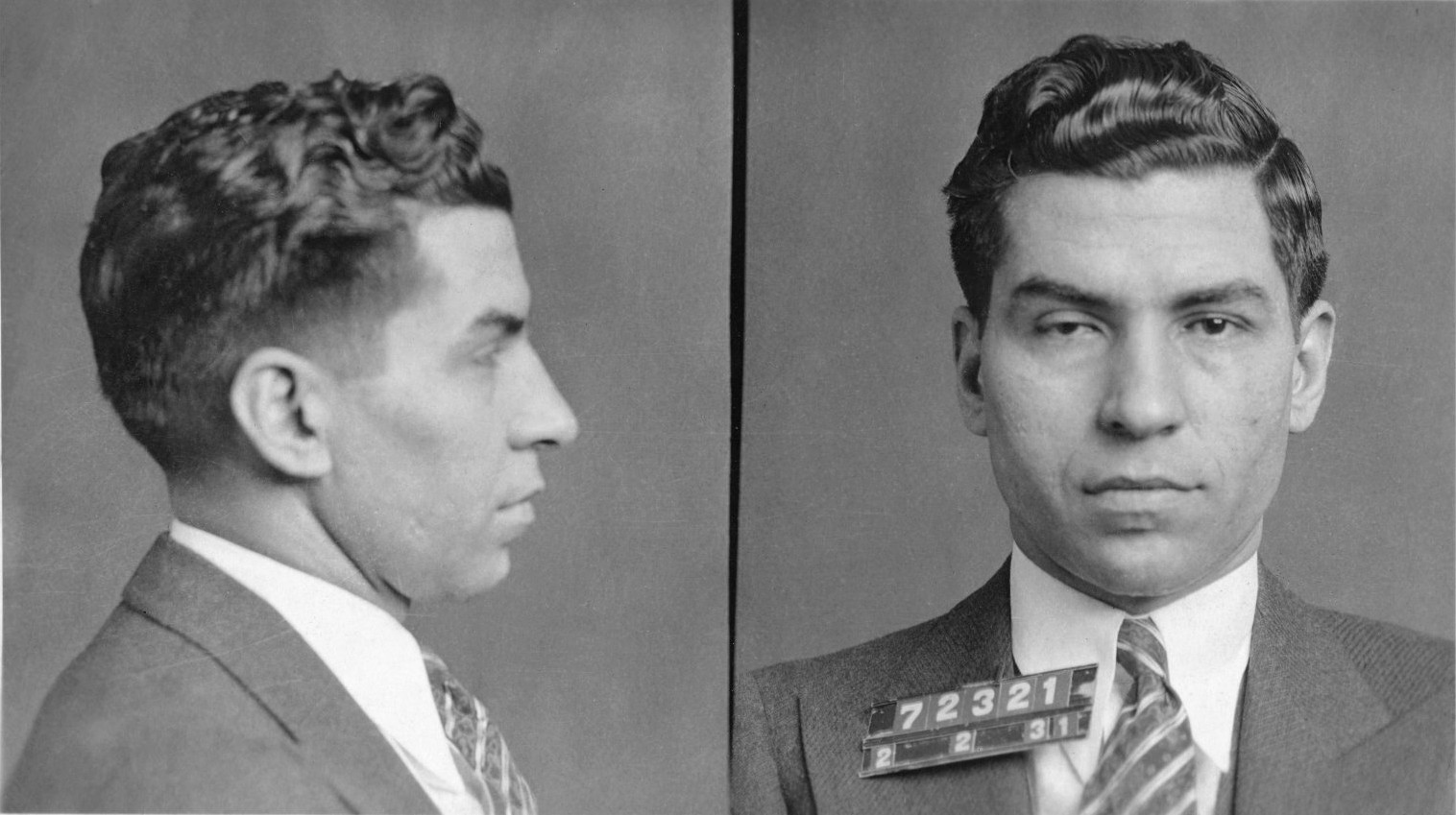
Luciano, Maranzano meggyilkolása után átvette a bizottság irányítását.

Masseria halála után Maranzano béketervet vázolt fel az Egyesült Államokban élő összes szicíliai és olasz maffiavezérnek. Az Egyesült Államokban 24 klán (amelyeket "családoknak" neveztek volna el) működne, amelyek saját főnököt választanák meg. New Yorkban Maranzano öt Cosa Nostra klánt hozott létre: a Luciano klánt Lucky Luciano vezetésével, a Mangano klánt Vincent Mangano vezetésével, a Gagliano klánt Tommy Gagliano vezetésével, a Profaci klánt Joseph Profaci vezetésével, és a Maranzano bűnözőklánt saját maga vezetésével, valamint egy további posztot is létrehozott magának, a capo di tutti capi, vagyis a főnökök főnöke címet.
Bár Maranzano előremutatóbb volt, mint Masseria, alapjában véve még mindig csak egy "Bajszos Pete" volt. Nem kellett sok idő, hogy Maranzano és Luciano konfliktusba kerüljön egymással, ugyanis Luciano nem örült annak, hogy Maranzano nem tartotta be az egyenlőségre tett ígéretét, és hamarosan úgy vélte, hogy Maranzano még jobban rejtőzködik és kapzsi, mint Masseria volt. Maranzano ugyanakkor egyre kevésbé érezte jól magát Luciano ambíciói és növekvő hatalma miatt, és titokban azt tervezte, hogy megöleti őt. Amikor Tommy Lucchese figyelmeztette Lucianót, hogy őt és Vito Genovese-t halálra jelölték, Luciano úgy érezte, neki kell először lecsapnia. 1931. szeptember 10-én Luciano által felbérelt gengszterek, akiket Maranzano és az emberei nem ismertek, meggyilkolták Maranzanót az irodájában. 1931-ben Luciano Amerika domináns bűnöző főnökévé vált, és a "főnökök főnöke" címet felváltotta a Bizottsággal, hogy szabályozza a maffia országos ügyeit és közvetítsen a családok közötti vitákban. Luciano állítólag jóváhagyta a "Szicíliai Vecsernyék Éjszakáját", amelyben a Luciano klán számos régi világbeli, szicíliai származású maffiózót ölt meg országszerte, így a "Bajszos Pete-ek" régi módszerei helyébe új, "modern" módszerek léptek, valamint a Maranzano klán vezetését is Joseph Bonannónak ítélte.

### A Bonanno korszak
Maranzano halála után Joseph Bonanno kapta meg a Maranzano üzleteinek nagy részét. Bonanno 26 évesen a legfiatalabb maffiavezér volt az országban. 26 évvel később azt állította, hogy nem tudott a Maranzano likvidálására irányuló összeesküvésről, és csak később tudta meg, hogy Maranzano a ruházati negyedben a befolyás miatt kialakult nézeteltérés miatt tervezte Luciano megölését. Bonanno elmondása szerint úgy vélte, hogy egy újabb háború Lucianóval nem szolgálna semmi célt, mivel Luciano csak a saját zsiványságait akarta működtetni. Anthony Bruno maffia szakértő szerint azonban nagyon valószínűtlen, hogy Luciano életben hagyta volna őt, ha még mindig Maranzano mögött állt volna. Bonanno illegális szerencsejátékokba, uzsorázásba és kábítószer-kereskedelembe kezdett klánjával, és jelentős bűnügyi érdekeltségeket épített ki Kaliforniában és Arizonában is. A buffalói bűnözői klánfőnök, Stefano Magaddino támogatásával Bonanno Kanadában is terjeszkedett.
Mint előtte Maranzano, Joseph Bonanno is a "becsület", a "hagyomány", a "tisztelet" és a "méltóság" régi világbeli maffia hagyományait fogadta el klánja irányításának alapelveiként. Jobban átitatta ezeket a hagyományokat, mint generációjának más maffiózói; például magát a klánja "atyjának" tekintette, mint előtte Maranzano. A Bonanno klánt az öt család közül a legszorosabb kötelékűnek tartották, mivel Joseph igyekezett a tagságot a castelammarese-i szicíliaiakra korlátozni. Erősen hitt abban, hogy a vérrokonság és a szigorú szicíliai nevelés az egyetlen módja a maffia hagyományos értékeinek fenntartására.
Az évek során Joseph a Bizottság befolyásos tagjává vált, köszönhetően Joe Profaci főnökkel való szoros kapcsolatának. A kettejük közötti kötelék még erősebbé vált, amikor Joseph fia, Salvatore "Bill" Bonanno 1956-ban feleségül vette Profaci unokahúgát, Rosalie-t. A Bonanno-Profaci szövetség elriasztotta a másik három családot attól, hogy megpróbáljanak az ő üzletükbe lépni.
A klánok közötti stabil hatalmi viszony Joe Profaci 1962-ben bekövetkezett halálával összeomlott. Joseph Bonanno-t ekkor Tommy Lucchese és az új főnök, Carlo Gambino szövetsége, valamint a saját klánján belül növekvő elégedetlenség fenyegette. A klántagok közül sokan panaszkodni kezdtek, hogy Joseph túl sok időt töltött második otthonában, az arizonai Tucsonban.
1963-ban Bonanno kitervelte a maffia bizottság több riválisa, Tommy Lucchese, Carlo Gambino és Stefano Magaddino főnökök, valamint Frank DeSimone meggyilkolását. Bonanno megkereste és elnyerte Profaci utódjának, Joseph Maglioccónak a támogatását. Magliocco nem csak azért volt elkeseredett, mert nem kapott helyet a Bizottságban, de Bonanno és Profaci több mint 30 évig szoros szövetségesek voltak Profaci halála előtt. Bonanno merész célja az volt, hogy átvegye a Bizottság irányítását, és Maglioccót a jobbkezévé tegye.
Magliocco megbízást kapott Lucchese és Gambino megölésére, és a megbízást az egyik legjobb bérgyilkosának, Joseph Colombónak adta. Az opportunista Colombo azonban elárulta a tervet a célpontok előtt. A többi főnök gyorsan rájött, hogy Magliocco ezt nem tervelhette ki egymaga. Emlékezve arra, hogy Bonanno milyen közel állt Maglioccóhoz (és előtte Profacihoz), valamint a házasságaik révén fennálló szoros kapcsolatukra, a többi főnök arra a következtetésre jutott, hogy Bonanno volt a terv értelmi szerzője.
A Bizottság beidézte Bonannót és Maglioccót, hogy adjanak magyarázatot a tervre. Bonanno azonban az életét féltve Montrealba menekült és ott bujkált, Maglioccóra bízva a Bizottsággal való foglalkozást. Magliocco súlyosan megrendülve és megromlott egészségi állapotában bevallotta az összeesküvésben játszott szerepét, ezért a Bizottság megkímélte az életét, de arra kényszerítette, hogy vonuljon vissza a Profaci klánfőnöki tisztségéből, és fizessen 50000 dolláros bírságot. Colombo jutalmul, amiért a főnöke ellen fordult, megkapta a Profaci klánt.
1964. október 21-én, egy nappal azelőtt, hogy Bonanno tanúvallomást tett volna az esküdtszéki vizsgálat előtt, az ügyvédei elmondták, hogy miután velük vacsorázott, Bonanno-t elrabolták, -állítólag Magaddino emberei- amikor belépett abba a bérházba, ahol az egyikük ügyvédje lakott a Park Avenue és az East 36th Street sarkán. A New Jersey-i főnök, Sam "Plumber" Decavalcante FBI felvételeiből kiderült, hogy a többi főnököt meglepetésként érte Bonanno eltűnése, más FBI felvételek pedig dühös Bonanno-katonákat rögzítettek, akik azt mondták: "Az a rohadék lelépett, és itt hagyott minket egyedül!"

### A "banánháború"
Bonanno kétéves távolléte alatt Gaspar DiGregorio kihasználta a Bill szerepével kapcsolatos elégedetlenséget, hogy magának követelje a klán vezetését. A Maffia Bizottság DiGregoriót nevezte ki a Bonanno család főnökének, és a DiGregorio lázadás, egy négy évig tartó viszálykodáshoz vezetett a Bonanno klánban, amelyet a média "banánháborúnak" nevezett, ami a klánon belül a Billhez és a DiGregorióhoz hűségesek közötti megosztottsághoz vezetett.
1966 elején DiGregorio állítólag felvette a kapcsolatot Billel egy béketalálkozóval kapcsolatban amibe Bill beleegyezett, és nagybátyja Troutman Street-i házát javasolta a találkozó helyszínéül Brooklynban. 1966. január 28-án, amikor Bill és lojalistái megközelítették a házat, lövöldözés alakult ki, de az összetűzés során senki sem sérült meg.
Bonanno 1966. május 17-én újra megjelent a Foley Square-en. 1968-ban DiGregorio megsebesült géppuskalövés következtében, majd később szívrohamot kapott. Ugyanebben az évben a Bizottság elégedetlen lett DiGregorio, a klánon belüli lázadás leverésére tett erőfeszítéseivel, és végül ejtették DiGregoriót, és Paul Sciacca felé fordították a támogatásukat. 1968-ban, egy szívrohamot követően Bonanno véget vetett a klánbeli háborúskodásnak azzal, hogy beleegyezett, hogy lemond a betöltött főnöki tisztségéről és Arizonába költözik. E békeszerződés részeként Bill is lemondott a tanácsosi (consigliere) tisztségéről, és apjával együtt elköltözött New Yorkból.

### A Rastelli rezsim

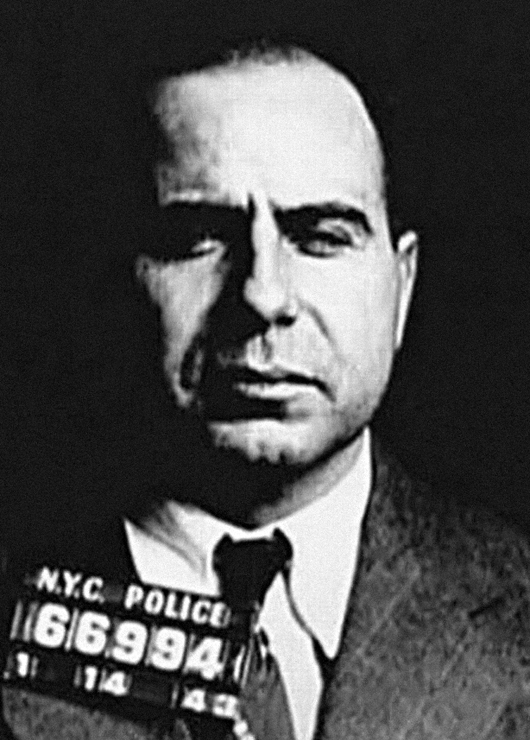
Carmine Galante körözési fotója 1943-ban.

Sciacca helyére Natale "Joe Diamonds" Evola került. Evola vezetése rövid volt, és 1973-ban bekövetkezett természetes halála Philip "Rusty" Rastellit segítette a vezetői pozícióba. 1974. február 23-án a manhattani Americana Hotelben tartott ülésen a Bizottság Rastellit nevezte ki főnöknek. 1975. március 6-án Rastellit zsarolással kapcsolatos bűncselekményekkel vádolták meg. Kilenc évvel korábban Rastelli létrehozta az ebédszállító kocsik üzemeltetőinek szakmai szövetségét, és átvette az ágazat irányítását. Minden olyan üzemeltető, aki nem volt hajlandó csatlakozni a szövetséghez és fizetni annak merev díjait, vandalizmussal és fizikai támadással nézett szembe. 1976. augusztus 27-én azonban Rastellit 10 év börtönre ítélték, amelyet összeesküvésért, bíróság megsértéséért és uzsoráért kiszabott négyéves büntetéssel egyidőben töltött le.
Rastelli távollétében Galante, nem hivatalos megbízott főnökként átvette az irányítást a Bonanno klán felett. A New York-i bűnözői családok megijedtek Galante arcátlan kísérletétől, hogy átvegye a kábítószerpiacot. Frank Tieri, a Genovese bűnözői család főnöke felvette a kapcsolatot a Cosa Nostra vezetőivel, hogy konszenzust teremtsen Galante meggyilkolásához, és még a visszavonult Joseph Bonanno jóváhagyását is megszerezte. 1979-ben lendületet kaptak, amikor Rastelli és Joseph Massino engedélyt kért a Bizottságtól Galante megölésére; a kérelmet jóváhagyták. 1979. július 12-én Galantét három férfi lőtte agyon, egy étteremben, a brooklyn-i Bushwick városrészben.

### Donnie Brasco és a három helyi vezér meggyilkolása

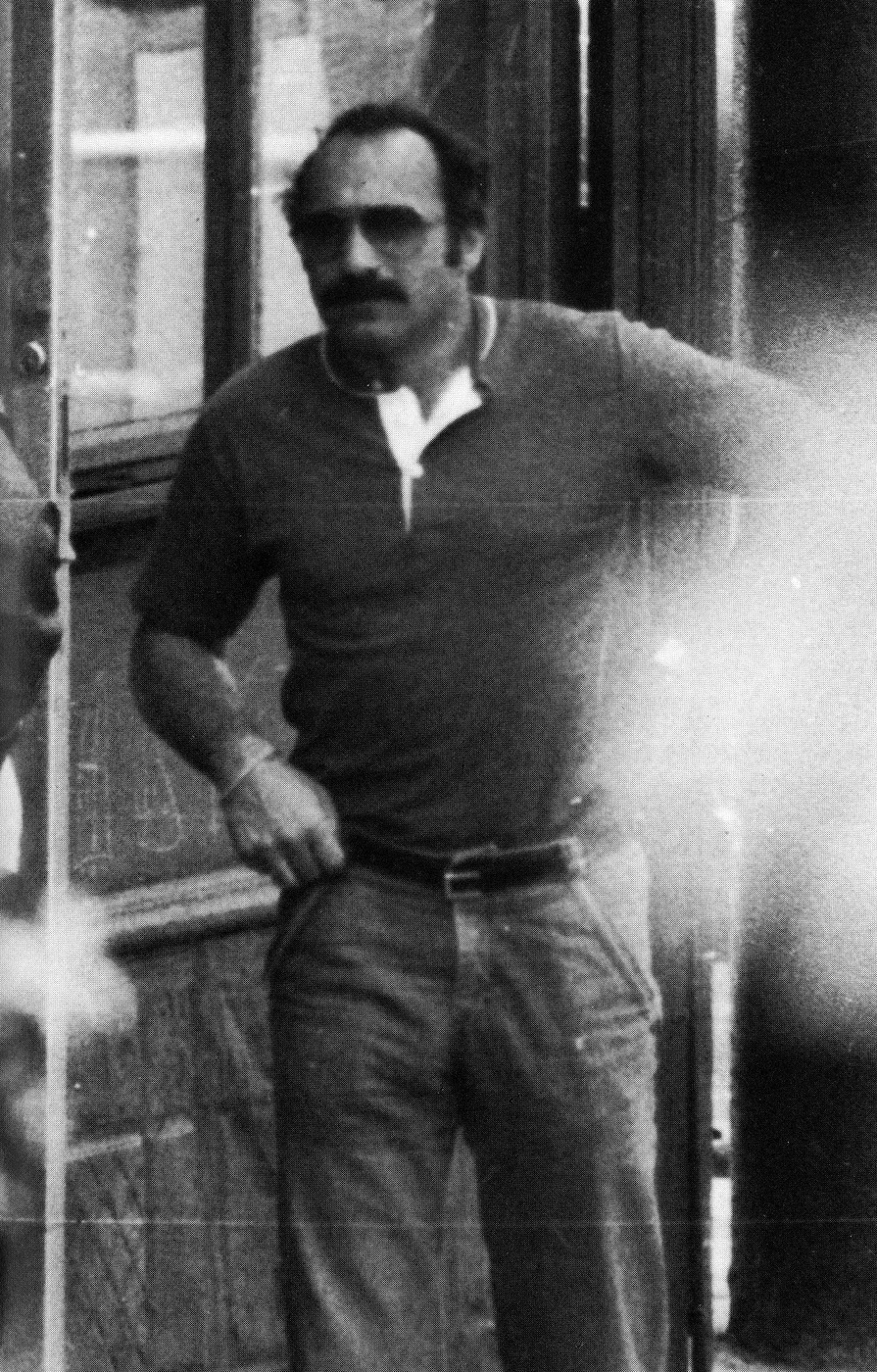
Joseph D. Pistone, más néven Donnie Brasco

Joseph D. Pistone, álnevén Donnie Brasco beépített FBI-ügynök volt, aki azt a feladatot kapta, hogy épüljön be a Bonanno klánba. Hónapokig tartó tervezés után, 1976 szeptemberében Pistone megkezdte fedett akcióját – az eredetileg körülbelül hat hónapra tervezett műveletből több év lett. Pistone először hat hónapot töltött a Colombo klánnál, mielőtt Anthony Mirrával kapcsolatot kialakítva áttért a Bonanno klánhoz. Amikor Mirra börtönbe került, Pistone-t Benjamin "Lefty" Ruggiero a Bonanno klán egyik katonája oktatta a maffia módszereire, akinek Mike "Mimi" Sabella volt a helyi vezére. Galante meggyilkolása után Pistone jelentette azt Dominick "Sonny Black" Napolitanonak.
A Galante-gyilkosság után Massino elkezdett a hatalomért versengeni Dominick "Sonny Black" Napolitanóval, egy másik elkötelezett Rastelli vezérrel. Mindkét férfit egy másik csoport fenyegette, amely a távollévő főnök leváltására törekedett, és amelyet Alphonse "Sonny Red" Indelicato, Dominick "Big Trin" Trinchera és Philip Giaccone helyi vezérek vezettek. A Bizottság először megpróbálta fenntartani semlegességét, de 1981-ben Massino informátorai azt a hírt kapták, hogy a három helyi vezér automata fegyvereket halmozott fel, és azt tervezték, hogy megölik a Bonanno családon belüli Rastelli-hűségeseket, hogy átvegyék a teljes irányítást. Massino a Colombo családfőnökhöz, Carmine Persicóhoz és a Gambino főnökhöz, Paul Castellanóhoz fordult tanácsért, akik azt javasolták neki, hogy azonnal cselekedjen.
Massino, Napolitano és Gerlando Sciascia, szicíliai születésű helyi vezér, aki kapcsolatban állt a montreali Rizzuto bűnözői klánnal, 1981. május 5-re egy brooklyni társasági klubban találkozót szervezett a három vezérrel. Négy fegyverest, köztük Vitalét és a Bonannohoz kötődő montreali főnököt, Vito Rizzutót, egy szekrényben rejtették el, hogy rajtaütésszerűen lecsapjanak áldozataikra. Amikor Trinchera, Giaccone és Indelicato Frank Linóval megérkeztek Massino fogadására, agyonlőtték őket, és Massino megakadályozta, hogy Indelicato elmeneküljön. Lino sértetlenül, ám futva menekült ki az ajtón. A merénylet tovább növelte Massino presztízsét, de mind Lino szökése, mind Indelicato holttestének május 28.-i felfedezése egyben beárnyékolta azt.
Massino gyorsan megnyerte Linót a maga oldalára, de Indelicato fia, Anthony "Bruno" Indelicato bosszút esküdött apja gyilkosának megölésére. Napolitano megbízta társát, Donnie Brascót, akitől remélte, hogy embert farag belőle, hogy megölje Indelicatót. Brasco fedett akciójának azonban 1981. július 26-án vége lett. Pistone beépített munkája több mint 200 vádirathoz és több mint 100 maffiatag elítéléséhez segítette hozzá a hatóságokat. 1981. augusztus 17-én Napolitanót Ronald Filocomo és Frank "Curly" Lino lelőtte egy pincében, büntetésül azért, mert Brascót befogadta a bandájába. 1981. augusztus 29-én az FBI elfogta és letartóztatta Ruggierót aki 15 évet kapott a RICO törvény alapján. 1982 februárjában Anthony Mirra, a férfi, aki Pistone-t a családhoz ajánlotta, szintén meghalt.
1985-ben Rastelli ellen más Maffia-vezetőkkel együtt vádat emeltek a maffiabizottsági perben, azonban amikor Rastelli ellen külön munkaügyi zsarolás vádjával vádat emeltek, az ügyészek úgy döntöttek, hogy kiveszik őt a bizottsági perből. Mivel korábban Brasco beszivárgása miatt elvesztették a bizottsági helyüket, a Bonanno család kevésbé volt kitéve a nyilvánosságnak, mint a többi család ebben az ügyben.

### Massino irányítása alatt
Rastelli 1991. június 24-én halt meg. Nem sokkal később Massino sógora, Salvatore Vitale megszervezte a klán helyi vezéreinek gyűlését, ahol Massinót főnökké avatták. Vitale és más helyi vezérek már az 1980-as évek vége óta sürgették Massinót, hogy ő legyen a főnök. Massino azonban vonakodott megtenni ezt a lépést, amíg Rastelli életben volt, arra a régi maffiahagyományra hivatkozva, hogy a főnök visszavonulásáig vagy haláláig megtartja a címét. Börtönbüntetése alatt azonban Vitale-t jelölte ki főnökhelyettesnek, és megparancsolta neki, hogy "tegye őt főnökké", amint Rastelli meghal.
Massino 49 éves volt, amikor hivatalosan is főnök lett, és tudta, hogy hosszú uralkodás állhat előtte, ha el tudja kerülni azokat a buktatókat, amelyek miatt más főnökök börtönbe kerültek, ezért titokzatosabb üzletmenetet választott, mint ami a 20. század nagy részében a maffiózókra jellemző volt. Bezáratta a klán társasági klubjait, mivel úgy vélte, hogy túl könnyen lehallgathatóak, és más családokkal való közös zsarolásnak is véget vetett, mert úgy vélte, hogy túl nagy kockázatot jelent a más családoktól való függés. Egyszerűsítette a klán parancsnoki láncát is, a helyi vezérek egy csoportját kijelölve, hogy felügyeljenek egy adott vállalkozást, és jelentsenek Vitale-nak, akit ő nevezett ki főnökhelyettesnek. Amikor Massino-t 1992-ben felügyelet mellett szabadlábra helyezték, 1995-ig Vitale maradt a helyettes, mert Massino nem érintkezhetett ismert maffiózókkal. Mivel azonban Vitale-t soha nem ítélték el maffiával kapcsolatos bűncselekményért, az FBI-nak nem volt oka gyanakodni a két sógor közös találkozójára.
Massinót feldühítette a klán névadója, Bonanno – "A becsület embere" című, mindent eláruló könyve, mivel azt az omertà kódex durva megsértésének tartotta. Ennek érdekében a klán nevét "Massino klánra" változtatta. Ugyanakkor megtiltotta a klántagoknak, hogy a nevét kimondják. Ehelyett a fülükre kellett mutatniuk, amikor rá utaltak – ez egy célzás volt arra, ahogy a Genovese klánfőnök Vincent Gigante azt mondta az embereinek, hogy inkább mutassanak az állukra, minthogy a nevét kimondják. Emlékezve arra, hogy Pistone/Brasco milyen közel került ahhoz, hogy valóban megtörténjen a katonává avatása, Massino megkövetelte, hogy minden leendő katona legalább nyolc éven át "nyilvántartásban" legyen egy kiválasztott emberrel, mielőtt katonává válna. Arra is erősen ösztönözte az embereit, hogy önkéntes módon vegyék fel fiaikat a klánba, mert úgy gondolta, hogy a vérrokonság miatt kisebb eséllyel válnak besúgóvá, és hűségesebbek lesznek, azonban a klán már ekkor is hűséges hírében állt. Ez volt az egyetlen olyan klán a New York-i maffia újkori történetében (azaz a Castellammarese háború óta), amelynek soha nem volt olyan embere, aki besúgó vagy koronatanú lett volna. Massino ezt büszkeségként használta fel, hogy összefogja a bűnözői klánját.
Néhány éven belül Bonannoék Gotti segítségével visszaszerezték bizottsági helyüket. 1998-ra a más klánokat érintő büntetőügyek sorozata miatt Massino maradt az egyetlen teljes jogú New York-i főnök, aki még nem került börtönbe. Az FBI az ország legbefolyásosabb maffiafőnökének tartotta. Tekintélye olyan helyzetbe hozta, hogy meghatározhatta az egész New York-i maffia általános politikáját.

### A bukás és Massino árulása

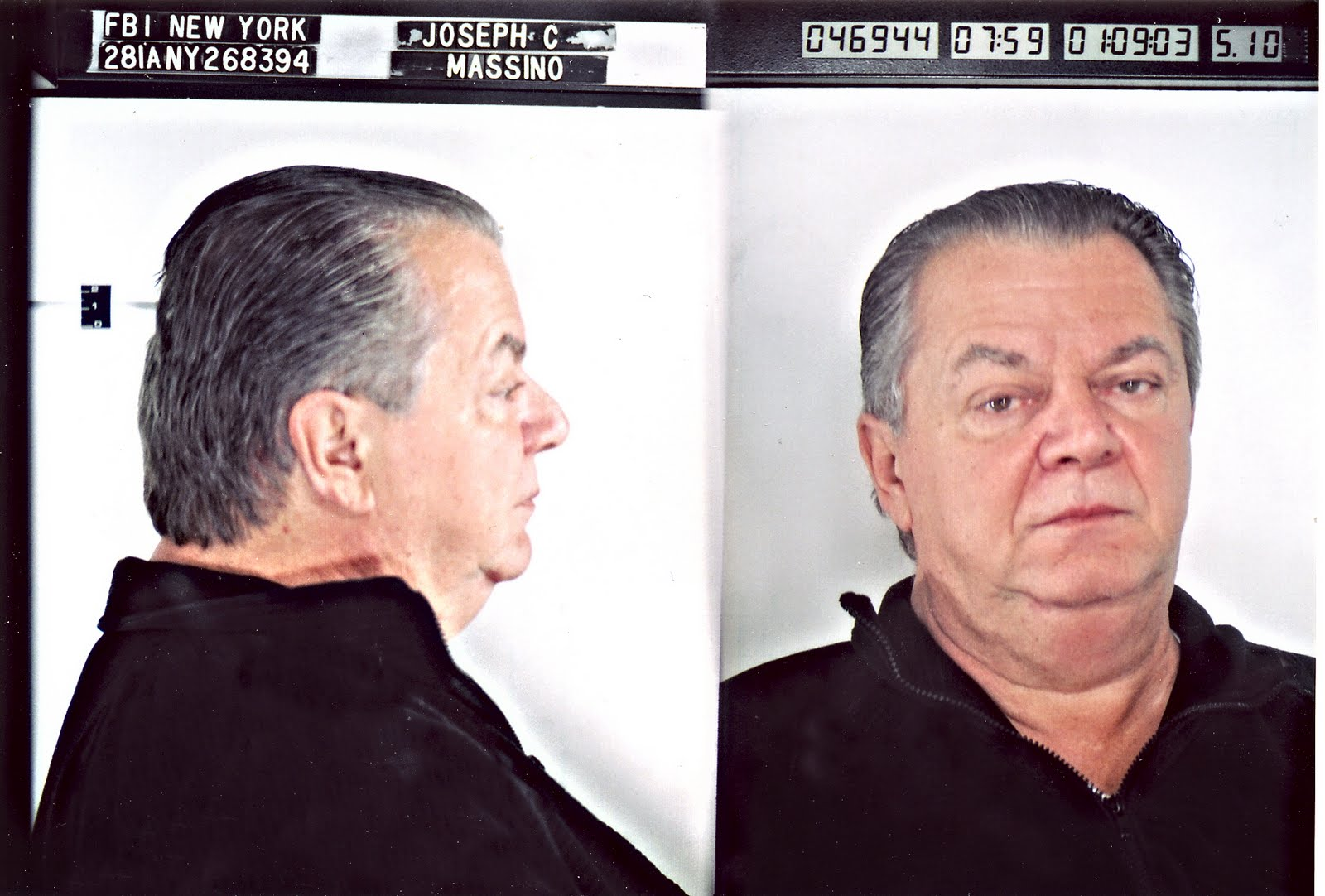
Joseph Massino FBI körözési fotója.

A klánnak egészen 2000-ig sikerült elkerülnie, hogy az FBI behálózza őket, egészen addig, amíg egy törvényszéki könyvelőpáros, akik általában pénzügyi csalási ügyeken dolgoztak, fel nem fedezte, hogy Barry Weinberg üzletember, aki Richard Cantarella helyi vezér partnereként több parkolási ügyben is részt vett, egy évtizeden keresztül több millió dollárnyi bevételt nem jelentett be. Weinberg beleegyezett az együttműködésbe, miután közölték vele, hogy hosszú börtönbüntetés várhat rá, hacsak nem vállalja, hogy be lesz drótozva, és ezzel bizonyítékokat szerez Bonanno társairól. Weinberg egy másik társa, Augustino Scozzari szintén beleegyezett az együttműködésbe. Weinberg és Scozzari több száz terhelő vallomást rögzített Cantarelláról és csapatáról. A bizonyítékok alapján a kormány 2002 októberében 24 rendbeli RICO-vádat emelt 21 Bonanno-katonával és társaival szemben. A vádiratban szereplő legnagyobb nevek Cantarella – aki megbízott főnökhelyettesként szolgált, amíg Vitale uzsorakölcsönök és pénzmosás miatt ítélethirdetésre várt – és Frank Coppa helyi vezér voltak. Coppa, aki már csalásért ült, inkább beleegyezett, hogy besúgóvá válik, minthogy szembenézzen egy újabb ítélet kilátásba helyezésével, ami gyakorlatilag élete hátralevő részére börtönbe juttatta volna. Ő volt a Bonanno klán történetében az első made man, aki besúgóvá vált. Röviddel ezután követte őt Cantarella, a Mirra-gyilkosság egyik résztvevője, akit zsarolással és gyilkossággal vádoltak, és akit Coppa, Vitale-val együtt belekevert a Perrino-gyilkosságba. Egy harmadik személy, Joseph D'Amico később azzal a tudattal fordult az hatóságok felé, hogy Cantarella őt is gyilkossággal gyanúsíthatja. Mindezek Massinót végül kiszolgáltatottá tették a súlyos vádaknak.
2003. január 9-én Massinót letartóztatták, és Vitale, Frank Lino és Daniel Mongelli helyi vezérek mellett egy átfogó zsarolási vádiratban vádat emeltek ellene. A Massino ellen felhozott vádak között szerepelt Napolitano 1981-es meggyilkolásának megrendelése is. Massinótól megtagadták az óvadékot, és Vincent Basciano vette át távollétében a főnöki teendőket. Massino, David Breitbart ügyvédet fogadta fel védelmére, aki eredetileg az 1987-es perében akarta őt képviselni.
Három további Bonanno ember döntött az együttműködés mellett, mielőtt Massino bíróság elé állt volna. Az első James Tartaglione volt; előre látva, hogy hamarosan őt is vád alá helyezik, elment az FBI-hoz, és beleegyezett, hogy lehallgatják, legalább addig is szabadlábon maradhat. A második Salvatore Vitale volt. Az őrizetben Massino ismét közölte a készséges Bonanno családdal, hogy meg akarja ölni Vitale-t. Miután az ügyészek értesültek Massino korábbi, sógora megölésére irányuló terveiről Coppától és Cantarellától, értesítették Vitale-t, aki már elégedetlen volt azzal, hogy letartóztatása után ő és a családja nem kapott támogatást Massinótól. Azon a napon, amikor Massinóval együtt vádat emeltek ellene, Vitale úgy döntött, hogy amint biztonságos lesz, átáll, és februárban hivatalosan is megegyezett az ügyészekkel. Rövid időn belül követte őt Lino, tudván, hogy Vitale őt is gyilkosságba keverheti. Szintén átállt Duane Leisenheimer, a Bonanno klán egykori embere, aki aggódott a biztonságáért, miután Massino védőcsapatának nyomozója felkereste, hogy megtudja, szándékában áll-e segíteni a hatóságokat.
Mire a tárgyalás megkezdődött, Massino ellen 11 RICO vádpontot emeltek hét gyilkosság (mivel az ügyészség a Sciascia-gyilkosságért halálbüntetést helyezett kilátásba, az ügyet különválasztották, hogy külön tárgyalják), gyújtogatás, zsarolás, uzsora-bűncselekmény, illegális szerencsejáték és pénzmosás miatt. Ekkorra a Time magazin már "Az utolsó Don"-nak nevezte Massinót, utalva arra, hogy ő volt az egyetlen New York-i főnök, aki ekkor még nem került börtönbe. A név rajta maradt. Ötnapos tanácskozás után az esküdtszék 2004. július 30-án mind a tizenegy vádpontban bűnösnek találta Massinót. Az ítélethirdetést eredetileg október 12-re tűzték ki, és várhatóan életfogytiglani börtönbüntetést kap, feltételes szabadlábra helyezés lehetősége nélkül. Az esküdtszék az ítélethirdetés napján jóváhagyta az ügyészek által javasolt 10 millió dolláros vagyonelkobzást is, amely a Bonanno főnökeként szerzett bevételeiből származik.
Közvetlenül a július 30-i ítélete után, amikor a bíróság elnapolta a tárgyalást, Massino találkozót kért Garaufis bírótól, ahol először tett együttműködési ajánlatot, abban a reményben, hogy megkíméli az életét, ugyanis halálbüntetés fenyegette volna, ha bűnösnek találják Gerlando Sciascia meggyilkolásában, hiszen John Ashcroft igazságügyi miniszterként tett egyik utolsó intézkedése az volt, hogy utasította a szövetségi ügyészeket, hogy kérjék Massino halálbüntetését. Massino így az első maffiafőnök lett volna, akit kivégeznek, és az első maffiafőnök, akire halálbüntetést szabnak ki Lepke Buchalter 1944-es kivégzése óta.
Massino később azt állította, hogy azért döntött úgy, hogy besúgóvá válik, mert fennállt a lehetősége, hogy feleségének és édesanyjának el kell hagynia a házát a kormány javára. Anthony D. DeStefano és Selwyn Raab újságírók egyaránt úgy vélik, hogy Massino Cosa Nostrából való kiábrándulásának egyik tényezője az volt, hogy sok egykoron hűséges ember árulóvá vált, az előbbi azt is feltételezi, hogy Massino "jóval az ítélet előtt" döntött úgy, hogy besúgó lesz. Massino volt az első olyan New York-i klánfőnök, aki az igazságszolgáltatás oldalára állt, ám az amerikai maffia történetében a második. (Ralph Natale, a philadelphiai klánfőnök 1999-ben állt át, amikor drogvádakkal kellett szembenéznie.)

### Basciano és Montagna vezetése

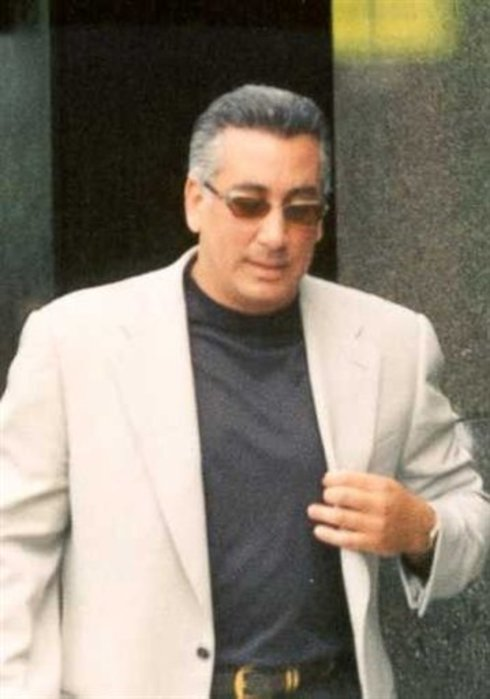
Vincent Basciano

2004 júliusában a brooklyni szövetségi ügyészek azt állították, hogy a Bonanno klán 75 maffiózóját vagy bűntársát ítélték el a megelőző 4 évben. 2005 júniusában a Bonanno klán 12 tagját és bűntársát, (7-en közülük 70 évnél idősebbek voltak), köztük Rabito-t, vád alá helyezték és letartóztatták egy évi 10 millió dolláros bevételű illegális szerencsejáték-rendszer működtetésének vádjával.
Massino letartóztatása után Vincent Basciano lett a megbízott főnök. 2006-ban Bascianót egy zsarolási perben elítélték gyilkossági kísérletért és illegális szerencsejáték-rendszer működtetéséért. Az esküdtszék határozathozatala miatt azonban Bascianót nem ítélték el Frank Santoro 2001-es meggyilkolásáért. Ezért az első gyilkossági tárgyalása után az ügyészek újratárgyalták az ügyét azokban a vádpontokban, amelyekben az esküdtszék az első tárgyaláson határozathozatal nélkül maradt. 2007. augusztus 1-jén végül elítélték Santoro meggyilkolásáért, (aki megpróbálta elrabolni Basciano fiát), és ezt követően életfogytiglani börtönbüntetésre ítélték. A tárgyalások során a brooklyni üzlettulajdonost, Salvatore "Sal the Ironworker" Montagnát nevezte meg "megbízott főnökeként". Montagna szoros kapcsolatban állt a Bonanno klán szicíliai csoportjával, beleértve Baldo Amatót és Cesare Bonventre helyi vezért. Nicholas "Nicky Mouth" Santora "megbízott főnökhelyettesként", Anthony Rabito pedig állítólagos tanácsosként, azaz consigliereként szolgált. 2007. február 6-án Nicholas Santora megbízott főnökhelyettes, Anthony Rabito megbízott consigliere, Jerome Asaro, Ifj. Joseph Cammarano, és Louis Decicco helyi vezérek ellen vádat emeltek zsarolás vádjával. Montagna 2009-es kanadai kitoloncolását követően Vincent Badalamenti követte őt a Bonanno család megbízott főnökeként.

### A klán jelenlegi helyzete
2013-ban Michael Mancusót nevezték ki a klán új hivatalos főnökévé, így ő az első férfi, aki a hivatalos főnöki címet viseli, mióta Massino 2004-ben hatósági besúgóvá vált. Mancuso távollétében Thomas DiFiore főnökhelyettes vette át a megbízott főnöki feladatokat, de 2014-ben, DiFiore letartóztatását, és 21 hónapos börtönbüntetését követően Ifj. Joseph Cammarano váltotta fel őt. 2016 decemberében az FBI megfigyelte, hogy a klán több mint egy tucat rangidős tagja közös vacsorát rendezett Cammarano új pozíciójának elismeréseként.
Bonanno társát, Charles "Charlie Pepsi" Centarót 2015. szeptember 15-én 33 hónap börtönbüntetésre ítélték, miután pénzmosásért elítélték, állítólag több mint 500000 dollárt mosott tisztára. Centaro a Bonanno/Gambino társával, Franco Lupoi-val együtt részt vett egy nagyszabású kokain-, heroin- és fegyverkereskedési akcióban, amely New Yorktól Olaszországig terjedt amiben a New York-i Gambino klán és a calabriai 'Ndrangheta maffia is érintett volt.
2017 novemberében az FBI több személyt letartóztatott New Yorkban, köztük a Bonanno és a Gambino bűnözőklánok tagjait és társait kábítószer-kereskedelem, uzsorakölcsön és lőfegyverrel kapcsolatos bűncselekmények vádjával. Köztük volt Damiano Zummo, a Bonanno család állítólagos megbízott helyi vezére is. 2015 novemberében Zummo részt vett egy beépített rendőrségi ügynök titokban rögzített beavatási ceremóniáján Kanadában. Zummo jelentős szerepet játszott az ünnepségen, és a felvételen a szervezet magasabb szintjén lévő tagokat is megnevezett. Egy brooklyni bírósági tisztviselő később azt mondta: "Egy titkos beavatási ceremónia felvétele rendkívüli eredmény a bűnüldözés számára, és jelentős csapást mér a La Cosa Nostrára". A felvétel 13 maffiózó letartóztatásához vezetett.
2018. január 12-én a Bonanno klán 8 tagját letartóztatták, és zsarolással valamint az ehhez kapcsolódó bűncselekményekkel vádolták meg őket. Az utcai főnök, az ifjabb Joseph Cammarano és a tanácsos, John "Porky" Zancocchio is köztük volt. A Genovese és a Lucchese klán tagjait, Ernest Montevecchit és Eugene "Boobie" Castelle-t is letartóztatták. A vádak a következők voltak: súlyos testi sértés és bűnsegédlet, zsarolás, uzsorakamat, távirat- és postai csalás, kábítószer-terjesztés, gyilkosságra irányuló összeesküvés, zsarolási összeesküvés. Joseph "Joe Valet" Sabellát helyi vezérként, George Tropianót pedig megbízott helyi vezérként azonosították. A Made tagjait, Domenick Minierót, Albert "Al Muscles" Armettát és Joseph "Joey Blue Eyes" Santapaolót RICO és zsarolási összeesküvéssel, Armettát pedig egy 2015-ben elkövetett testi sértéssel vádolták meg.
2018. augusztus 15-én Dora Irizarry bíró 14 év börtönbüntetésre ítélte Vincent Asaro unokaöccsét és a Bonanno egykori megbízott helyi vezérét, Ronald Giallanzót. Giallanzót korábban, 2017 márciusában tartóztatták le két Bonanno-katonával, Michael Palmaccióval és Nicholas Festával együtt. Festa és Palmaccio beismerte 7 személy megzsarolását, és mindkettejüket 500000 dollár vagyonelkobzással büntették. Giallanzót azzal vádolták, hogy 1998 és 2017 között uzsoráskodott és illegális szerencsejáték-üzletet működtetett. Beleegyezett az 1,25 millió dollár vagyonelkobzásba, és, hogy eladja a queensi Howard Beachen lévő, öt hálószobás villáját, amelyet az uzsorakamatból származó bűncselekményből származó bevételből épített. Elrendelték, hogy 268000 dollár kártérítést fizessen áldozatainak. Elismerte továbbá, hogy részt vett öt magánszemélytől zsaroló kölcsönök nyújtásában és beszedésében.
2015 októberében a 71 éves Sylvester "Sally Daz" Zottolát, a Bonanno klán egyik társát halálos lövés érte Bronxban, a Webster Avenue-n található McDonald's-ban; a hatóságok maffia-szerű kivégzésként jellemezték a gyilkosságot. A gyilkosságra több, Zottolát, illetve fiát, Salvatore Zottolát célzó támadás után került sor. A bírósági feljegyzések szerint az idősebb Zottola, Vincent Basciano közeli munkatársa volt. 2018 októberében a szövetségi ügyészek vádat emeltek Bushawn Shelton ellen, aki állítólag a Bloods banda magas rangú tagja volt, és azzal vádolták, hogy megpróbált bérgyilkost felbérelni Sylvester és Salvatore Zottola megölésére. 2019 júniusában a szövetségi ügyészek egy pótvádat adtak ki, amelyben vádat emeltek Anthony Zottola, (Sylvester Zottola fia és Salvatore Zottola testvére), Shelton és hat másik személy ellen bérgyilkossági összeesküvéssel és ehhez kapcsolódó vádakkal. A vádirat szerint, idősebb Anthony Zottola felbérelte Sheltont a gyilkosság megszervezésére, és "Shelton viszont kiadta a munkát a Bloods több másik tagjának". Az ügy tárgyalás előtt áll, a szövetségi hatóságok valószínűleg halálbüntetést fognak kiszabni.
2019. március 13-án ifj. Cammarano-t és Zancocchio-t felmentették a zsarolás és a zsarolásra való összeesküvés vádja alól. 2019. május 25-én meghalt a család egykori consigliere-je, Anthony Graziano.

### Castellammarese-i kapcsolat
2020-ban az olasz rendőrség az FBI-jal közösen szoros kapcsolatot fedezett fel Bonannóék és a Castellammare del Golfo-i maffiacsalád, különösen Francesco Domingo között. A nyomozások során több találkozót is megfigyeltek Domingo és a Bonanno klán tagjai között. A jelentések szerint a szicíliai főnököt a Bonnanók szicíliai társszervezeteinek viszonyítási pontjaként tartják számon. A legtöbb csúcstalálkozót és találkozót Domingo házában tartották, Castellammare del Golfóban, a Gagliardetta negyedben.

## A vezetőség történelme

### Főnök (hivatalos és megbízott)
- 1909-1912 – Sebastiano DiGaetano – lemondott.
- 1912-1930 – Nicolo Schirò – elmenekült.
- 1930-1931 – Salvatore Maranzano – 1931. szeptember 10-én meggyilkolták.[6]
- 1931-1968 – Joseph "Banános Joe" Bonanno – 1964. október 21-én eltűnt; a bizottság leváltotta a főnöki posztról; a klán két csoportra szakadt; 1966 májusában újra felbukkant; 1968-ban, szívrohama után hivatalosan visszavonult.[20]
  - Vitatott 1964-1966 – Gaspar "Gasparino" DiGregorio – Bonanno eltűnésekor beiktatták, majd a Bizottság leváltotta.[20]
  - Aktív 1966-1968 – Paul Sciacca – a DiGregorio csoport részéről.[17]
- 1968-1971 – Paul Sciacca – lemondott.
- 1971-1973 – Natale "Joe Diamonds" Evola – 1973. augusztus 28-án halt meg.[17][129]
- 1973-1991 – Phillip "Rusty" Rastelli – 1975-1984 és 1986-1991 között börtönben volt.[11][17]
  - (nem hivatalos) 1974-1979 – Carmine "Cigar" Galante – meggyilkolták 1979. július 12-én.[11][17][26]
  - Megbízott 1979-1983 – Salvatore "Sally Fruits" Farrugia – a Bizottság által kinevezve.[130]
  - Megbízott 1987-1991 – Anthony "Old Man" Spero – 2002-ben életfogytiglani börtönbüntetésre ítélték, 2008-ban meghalt.[17]
- 1991-2004 – Joseph "Big Joey" Massino – 2003 januárjában bebörtönözték, 2004 októberében rendőrségi informátor lett.
  - Megbízott 1991-1993 – Anthony "Old Man" Spero
  - Megbízott 2003-2004 – Anthony "Tony Green" Urso – 2004 januárjában bebörtönözték.
- 2004-2011 – Vincent "Vinny Gorgeous" Basciano – 2004 novemberében bebörtönözték, 2007 júliusában életfogytiglani börtönbüntetést kapott.
  - Megbízott 2004-2006 – Michael "The Nose" Mancuso – bebörtönözték 2006 februárjában.
  - Megbízott 2006-2009 – Salvatore "Sal "Sal the Iron Worker" Montagna – 2009 áprilisában Kanadába deportálták, ahol 2011 novemberében gyilkosság áldozata lett.[131]
  - Megbízott 2010-2012 – Vincent "Vinny "T.V." Badalamenti – bebörtönözték 2012 januárjában.[132]
- 2013-tól napjainkig – Michael "The Nose" Mancuso – 2019. március 12.-én szabadult a börtönből.[99]
  - 2013-2014 – Thomas "Tommy D" DiFiore – letartóztatták 2014. január 23-án.[133]
  - Megbízott 2014-2015 – John "Johnny Skyway" Palazzolo – letartóztatták 2015. március 27-én feltételes szabadlábra helyezés megszegése miatt.[134]
  - Aktív 2015-2019 – Ifj, Joseph "Joe C" Cammarano – 2018. január 12-én vádat emeltek ellene zsarolás vádjával, 2019. március 13-án felmentették.[111][125][135][136][137]

### Utcai főnök
Az utcai főnök felelős a parancsok továbbításáért az alacsonyabb rangú tagoknak. Bizonyos esetekben egy (helyi vezérekbő álló) testület helyettesíti az utcai főnök szerepét. A klán dönthet úgy, hogy a főnök halála, börtönbe kerülése vagy cselekvőképtelensége esetén helyi vezérekből álló testületet állít össze. Az 1960-as évek klánháborúja során egy helyi vezérekből álló csoport irányította a klán döntéshozatalát. Bizonyos esetekben az eljáró főnök egy utcai főnököt használ fel a bűnüldöző szervek figyelmének elterelésére.
- 1964-1968 – Frank Labruzzo – a Bonanno csoportot vezette.
- 1964- Irányító testület – Gasparino DiGregorio, Angelo Caruso, Nicolino Alfano, Joseph Notaro, Thomas D'Angelo, Natale Evola, Joseph DeFilippo, Peter Crociata és Paul Sciacca.
- 1964-1965 – Irányító testület – Gasparino DiGregorio, Angelo Caruso és Nicolino Alfano.
- 1981- Dominick "Sonny Black" Napolitano[138] – 1981. augusztus 17-én meggyilkolták.
- 2009-2010 – Irányító testület -Id. Joseph Sammartino (capo New Jerseyben),[139][140] a többi tag ismeretlen.
- 2010-2012 – Joseph "Joe Bosch" Bosco – Vincent Badalamentivel dolgozott együtt.
- 2012-2013 – Irányító testület – Vincent Asaro, Anthony Rabito és Thomas DiFiore.[141]
- 2014-2015 – John "Johnny Joe" Spirito Jr. – John Palazzolóval dolgozott együtt.
- 2019-napjainkig – John "Johnny Skyway" Palazzolo

### Főnökhelyettes (hivatalos és megbízott)
- 1915-1921 – Stefano Magaddino – Buffalóba menekült.
- 1921-1930 – Vito Bonventre – 1930. július 15-én meggyilkolták.
- 1930-1931 – Joseph Bonanno – főnök lett.
- 1931-1932 – Angelo Caruso[12]
- 1932-1955 – Francesco "Frank Caroll" Garofalo[12]
- 1955-1962 – Giovanni Bonventre – 1950-ben Szicíliába menekült.
- 1962-1968 – Giovanni "Johnny Morales" Morale.[12]
- Megbízott 1965-1968 – Pietro "Skinny Pete" Crociata – a DiGregorio frakcióban.
- Megbízott 1968 – Frank "Russo" Mari – a DiGregorio frakcióban, meggyilkolták.
- 1968-1971 – Natale "Joe Diamonds" Evola – főnök lett.
- 1971-1973 – Phillip "Rusty" Rastelli – főnök lett.
- 1973-1979 – Nicholas "Nicky Glasses" Marangello (lefokozva)[21]
- 1981-1991 – Joseph "Big Joe" Massino (1984-ben bebörtönözték)
- 1984-1991 – Louis "Louie Ha Ha Ha" Attanasio (megbízott)
- 1991-2003 – Salvatore "Handsome Sal" Vitale (2003 márciusában FBI informátor lett)
- 2001-2002 – Richard "Shellackhead" Cantarella (2002 decemberében FBI informátor lett, és 2004 júniusában tanúskodott a Bonanno főnök, Joseph Massino ellen.)[142]
- Aktív 2003-2004 – Id. Joseph "Joe C." Cammarano.
- 2004 – Michael "The Nose" Mancuso – megbízott főnök lett.
- 2004-2007 – Nicholas "Nicky Mouth" Santora – 2007-ben bebörtönözték.
- 2013-2015 – Thomas DiFiore [99]
- Megbízott 2015 – Ifj. Joseph Cammarano [135]
- 2015-2019 – Ifj. Joseph Cammarano – 2018. január 12-én vád alá helyezték, 2019. március 13-án felmentették.[111][125][135]
- 2019-napjainkig – Ismeretlen

### Tanácsos (hivatalos és megbízott)
- 1930-as évek – Frank Italiano[12]
- 1932-1939 – Phillipe Rapa[12]
- 1940-1964 – John Tartamella[12]
- 1964-1968 – Salvatore "Bill" Bonanno[12]
- 1965-1968 – Nicolino "Nick" Alfano – a DiGregorio-csoport részéről.
- Megbízott 1968 – Michael "Mike" Adamo
- 1968-1971 – Phillip "Rusty" Rastelli (1971-ben előléptették főnökhelyettessé)
- 1971-1974 – Joseph DiFilippi[143]
- 1974-1984 – Stefano "Stevie Beefs" Cannone[144]
- 1984-2001 – Anthony Spero (1987 és 1993 között megbízott főnök, 2008. szeptember 29-én halt meg)[145][146]
- Megbízott 1987-1992 – Joseph Buccellato
- Megbízott 1999-2001 – Anthony "T.G." Graziano
- 2001-2010 – Anthony "T.G." Graziano
- 2001-2003 – Anthony "Tony Green" Urso – ő lett a megbízott főnök.
- 2004-2007 – Anthony "Fat Tony" Rabito – bebörtönözve.
- 2010-2014 – Anthony "Fat Tony" Rabito
- Megbízott 2012-2013 – Ernest "Ernie" Aiello
- Megbízott 2013-2014 – Vincent "Vinny T.V." Badalamenti
- 2014-2015 – Simone Esposito – 2018. január 12-én felfüggesztették, majd vádat emeltek ellene.[111]
- 2015-2019 – John "Porky" Zancocchio – 2018. január 12-én vádat emeltek ellene, 2019. március 13-án felmentették.[111][125]
- 2019-től napjainkig – Ismeretlen

## A család jelenlegi tagjai

### Igazgatás
Főnök – Michael "The Nose" Mancuso – a Bonanno család jelenlegi hivatalos főnöke. Mielőtt csatlakozott a Bonanno családhoz, Mancuso a kelet-harlemi Purple Ganghez tartozott. 1984 augusztusában Mancuso lelőtte a feleségét, 10 év börtönbüntetést kapott. 2006. február 16-án Las Vegasban letartóztatták, mert 2004. november 30-án megrendelte társa, Randolph Pizzolo meggyilkolását. 2008. december 16-án Nicholas Garaufis bíró 15 év börtönbüntetésre ítélte Mancusót a Pizzolo meggyilkolásáért, 2019. március 12-én szabadult.
Utcai főnök – John "Johnny Skyway" Palazzolo
Főnökhelyettes – Ismeretlen
Tanácsos – Ismeretlen

### Helyi vezérek
Queens
- Jerome "Jerry" Asaro – a Howard Beach-Asaro csapat helyi vezére. Apja Vincent Asaro. 2014-ben Asarót megvádolták azzal, hogy exhumálta a bandagyilkosság áldozatának, Paul Katznak a holttestét, akit apja, Vincent Asaro és James Burke egy kutyalánccal fojtott meg.[151] 2020. június 15-én szabadult a börtönből.[152]
- Anthony "Little Anthony" Pipitone – Queens, Brooklyn és Long Island területén működő bandák helyi vezére. 2009. október 7-én Pipitone ellen Joseph Sammartinóval, Anthony Sclafanival, Joseph Loiacono megbízott capoval, Frank Pastore és Paul Spina katonákkal együtt vádat emeltek többek között zsarolás vádjával.[153][154] 2016 júniusában Pipitone-t két év börtönbüntetésre ítélték, mert megszegte a feltételes szabadlábra helyezés szabályait, amikor részt vett a Bonanno család karácsonyi partiján Staten Islanden. 2016-ban Pipitone már ült börtönben, mert leszúrt két férfit, miután azok betörték egy maffiához kapcsolódó étterem ablakát a queensi Whitestone-ban.[155][156]

Brooklyn
- Joseph "Joe Desi" DeSimone – Brooklynban és Queensben tevékenykedő helyi vezér. 1981-ben részt vett saját vezére, Philip Giaccone, valamint két másik helyi vezér, Dominick Trinchera és Alphonse Indelicato meggyilkolásában.[157] 2016-ban kiengedték a börtönből, de megszegte a feltételes szabadlábra helyezést, és visszakerült a börtönbe. 2017. november 10-én szabadult.[158] 2018 májusában a Genovese család helyi vezérével, John Brescioval együtt vizsgálat alá került a Parx Casinóval való kapcsolatuk miatt.[159][160]

Staten Island
- (Börtönben) Joseph "Joe Valet" Sabella – Staten Islanden és Brooklynban tevékenykedő helyi vezér. Sabellát 2019-ben 87 hónap börtönbüntetésre ítélték a Staten Island-i Rossville-i LNG telephelyen illegális anyagok lerakásában való részvételéért.[161][162]
- John "Johnny Mulberry" Sciremammano – 2004 júniusában letartóztatták, mert illegális sportfogadót működtetett az Island Park-i Skybox Lounge-ban, és a pénzt Costa Rica-i számlákra irányította.[163]

New Jersey
- Louis "Louie, a lábtörő" Civello – 2015-ben Civello és fia, ifj. Louis Civello. ellen nyomozás indult autóval kapcsolatos csalásokban való részvételük miatt.[164]

### Katonák
- Pasquale "Patty Boy" Maiorino – Maiorino 20 évet ült egy 1981-es gyilkosságért, és 2015-ben fegyverrel kapcsolatos vádak miatt visszakerült a börtönbe.[165] 2017-ben őrizetbe vették az ítélethirdetésig egy külön zsarolási vád miatt, amely a bronxi Genovese helyi vezérrel, Pasquale Parrellóval állt kapcsolatban.[165]
- Vito Grimaldi – a Bushwick-Ridgewood szicíliai banda egykori helyi vezére. A queensi Ridgewoodban kávézókban és pizzériákban illegálisan üzemeltetett pókergépeket.[166] 2002-ben letartóztatták illegális szerencsejáték és zsarolás vádjával, később bűnösnek vallotta magát, és két év börtönbüntetésre ítélték. 2002-ben Grimaldi egy pékség tulajdonosa lett a queensi Ridgewoodban. A fia, Joseph Grimaldi szintén a Bonanno család egyik embere. A veje a korábbi megbízott főnök, ifj. Joseph Cammarano.[167][168]
- Anthony "Scal" Sclafani – egykori helyi vezér. 2009. október 7-én Sclafani ellen Joseph Sammartinoval, Anthony Pipitonéval, Joseph Loiacono megbízott helyi vezérrel, Frank Pastore és Paul Spina katonákkal együtt vádat emeltek többek között zsarolás és uzsorakamatozás miatt.[153][154] Az ügy során kiderült, hogy Sclafani 50000 dollárral tartozott Joseph Sammartinonak.[169] Sclafani úgy próbált kimaradni a bűnüldöző szervek megfigyeléséből, hogy egész nap otthonában tartózkodott.[170] Az illegális szerencsejátékot a Victory Blvd. egyik társas klubjából irányította, amelyet egy Staten Island-i ifjúsági ligáról neveztek el.[171] Sclafani 2014. február 14-én szabadult a börtönből.[172]
- Vincent "Vinny T.V." Badalamenti – a Bensonhurst csapat egykori helyi vezére. Ő volt a korábbi megbízott főnök és tanácsadó. 2009 decemberében Badalamentit a Staten Islanden élő Anthony Calabrese helyi vezérrel és John "Johnny Green" Faracithe katonával együtt találták meg egy Bensonhurst-i üzlethelyiségben. 2010 elejétől 2012-ig, bebörtönzéséig, ő volt a megbízott főnök.[173][174]
- Vito Badamo – Nicholas Santora williamsburgi Graham Avenue-i, Graham Avenue-i bandájának korábbi megbízott helyi vezére. 2013 júliusában Badamo ellen Nicholas Santorával, Ernest Aiello megbízott capoval, Anthony Santoro katonával és másokkal együtt vádat emeltek zsarolás, uzsora, illegális szerencsejáték és drogkereskedelem vádjával.[175] A bíróságon azt állították, hogy Santora képezte ki Badamót, hogy a jövőben átvegye a csapat irányítását.[176] 2016 májusában Badamót és a többieket szabadon engedték, miután az ügy téves tárgyalásba torkollott. 2017. május 18-án Badamót 3-7 év börtönbüntetésre ítélték illegális szerencsejáték rendszer üzemeltetésének vádjával. 2017. május 18-án a bandájának többi tagja, Anthony Santoro, Dominick Siano, Nicholas Bernhard, Scott O'Neil, Anthony Urban és Richard Sinde bűnösnek vallotta magát különböző bűncselekményekben és elítélték őket.[177][178]
- Ronald "Ronnie G" Giallanzo – a Howard Beach-Asaro banda egykori megbízottja. Giallanzo, Vincent Asaro unokaöccse. 2018-ban Giallanzót 14 év börtönbüntetésre ítélték egy 3 millió dolláros uzsorakamat-üzletág működtetéséért.[179] A tárgyalás során az ügyészek azt állították, hogy Giallanzo 1998 és 2017 között a Howard Beach-i banda helyi vezére volt, sőt, nyolc évig a börtönben ülve ő felügyelte a működésüket.[180]
- Anthony "Anthony Stutters/The Hat" Frascone – a Bronxban tevékenykedő egykori helyi vezér, aki Dominick Trinchera csapatában nőtt fel. Frascone részt vett egy nagyszabású illegális szerencsejáték-műveletben a Genovese-katonával, Victor Collettivel együtt.[181] 2011. november 30-án Frascone ellen több tagjával együtt vádat emeltek több queensi és long island-i sztriptízbár zsarolásából származó vádakkal, amelyek alapján nem legális amerikai állampolgárságú táncosnőket foglalkoztattak.[182]
- Joseph "Sammy" Sammartino – a New Jersey-i banda egykori helyi vezére. Jersey City Marion negyedében született és nőtt fel, jelenleg a New Jersey állambeli North Arlingtonban lakik.[183] A bandájának székhelye a New Jersey állambeli Bayonne-ban van, és egy uzsorásbandát irányít. 2009-ben a klánt irányító Bizottságban szolgált.[139] 2009. október 14-én Sammartinót letartóztatták uzsorázás vádjával,[140][183] és 18 hónap börtönbüntetésre valamint 50000 dollár pénzbüntetésre ítélték. 2011. január 27-én szabadult a börtönből.
- Thomas "Tommy D" DiFiore – egykori megbízott főnök és egykori helyi vezér. 1979-ben DiFiore-t kirúgták a Giaccone-csapatból, mert vitába keveredett Philip Giaccone helyi vezérrel. 1990-re capo lett a családban, és ő irányította a Long Island-i tevékenységek nagy részét.[184] 2000 májusában DiFiore-t a Gambino bűnözői család két tagjával, Salvatore Scala helyi vezérrel és Charles Carneglia katonával együtt letartóztatták és zsarolással vádolták meg. Az FBI 2000. május 3-án felvett egy maffiabeszélgetést DiFiore, Scala és Carneglia között arról, hogy kinek van joga megzsarolni Cherry Videót egy Long Island-i szexboltot.[185] 2001. november 2-án mindhármukat 63 hónapra ítélték zsarolásért. 2004. március 19-én DiFiore-t kiengedték a börtönből. 2013-ban ő lett a család főnökhelyettese és a bebörtönzött főnök, Michael Mancuso megbízott főnöke. 2014 januárjában Vincent Asaróval együtt zsarolás vádjával letartóztatták. 2015. augusztus 4-én szabadult a börtönből.[186]
- ifj. Joseph Cammarano – egykori utcai főnök és a család megbízott főnökhelyettese. Cammarano egy brooklyni bandát működtető helyi vezér volt.[187] Miután apja, Joseph "Joe Saunders" Cammarano, Sr. 2013. szeptember 3-án meghalt, Ifj. Cammarano vette át apja bandáját. 2018 januárjában vádat emeltek ellene zsarolás és gyilkossági összeesküvés vádjával John Zancocchióval együtt, ezzel gyakorlatilag véget vetve utcai főnöki uralmának.[137] 2019. március 13-án felmentették Cammaranot, akit állítólag Mancuso félreállított.
- John "Porky" Zancocchio – a korábbi tanácsos, Zancocchio ellen 2018 januárjában emeltek vádat zsarolás és gyilkossági összeesküvés vádjával Ifj. Joseph Cammarano mellett,[137] Zancocchiót 2019. március 13-án felmentették.[137]
- Anthony Calabrese – egykori, Staten Islanden székelő, megbízott helyi vezér. Vincent Badalamenti capóval együtt találták meg 2009 decemberében, amikor egy Bensonhurst-i üzlethelyiségben találkoztak egy karácsonyi partin.[174]
- Anthony "Tony Black" Furino – korábbi helyi vezér, székhelye Staten Island. Furinót 2004-ben letartóztatták Long Island-i éjszakai klubok és Staten Island-i éttermek zsarolásáért. 2007-ben szabadult a börtönből.[188][189]
- Frank Porco – egykori helyi vezér, aki Staten Islandről, Brooklynból és Floridából tevékenykedett. Porco 2005-ben szabadult a börtönből.[190][191]
- Anthony "Anthony from Elmont" Mannone – (más néven Anthony from the Five Towns) – egykori helyi vezér, akit 2010. február 24-én tartóztattak le, mert illegális szerencsejáték- és zsarolóhálózatot működtetett Brooklyn-szerte.[192][193][194] 2013. június 27-én szabadult a börtönből.[195]
- Louis "Louie Electric" DeCicco – Queensben és Long Islanden is tevékenykedik. 2007 márciusában DeCiccót más Bonanno capókkal együtt letartóztatták. 2009. december 31-én szabadult a börtönből.[196][197]
- Joseph Indelicato – egykori helyi vezér Manhattanben és New Jerseyben. Átvette a bandát elhunyt testvérétől, Alphonse "Sonny Red" Indelicatótól. Joseph unokaöccse Anthony "Bruno" Indelicato szintén a banda katonája.[198]
- William "Willie Glasses" Riviello – Manhattan, Brooklyn, Queens, Bronx és Westchester megyében tevékenykedett. Riviellót 2004-ben letartóztatták egy Bronxban és a New York állambeli Yonkersben elkövetett banki csekklopás miatt, amely több mint 500000 dollárt hozott a családnak. 2007-ben szabadult a börtönből.[199][200]
- Sandro Aiosa – egy korábbi helyi vezér az 1970-es években, aki Brooklynban tevékenykedett. 2012. október 12-én szabadult a börtönből[189]
- Joseph "Joe Lefty" Loiacono – egykori megbízott helyi vezér, akit 2009. október 14-én tartóztattak le uzsorakamat-ügylet működtetése miatt. 2012. május 18-án szabadult.[97][201][202][203]
- Salvatore "Toto" Catalano – A szicíliai csoport egykori utcai főnöke. Catalano nagyban részt vett a Pizza Connection heroin drogterjesztő rendszerben Carmine Galante főnökkel. A heroint az Egyesült Államokba szállították, és New York és New Jersey pizzériáin keresztül értékesítették. 1976-ban Catalano lett a Knickerbocker Avenue Crew helyi vezére. 1987. március 2-án Catalanót 45 év börtönbüntetésre ítélték valamint 1,15 millió dollár pénzbírságra.[204][205][206][207][208] 2009. november 16-án szabadult a börtönből.[209]
- Vincent "Vinny" Asaro – Az 1990-es években állítólag egy több millió dolláros lopott autókkal foglalkozó hálózatot működtetett, és felügyelte a John F. Kennedy nemzetközi repülőtéren a teheráruk eltérítését. 1998-ban elítélték egy autólopási hálózat működtetéséért.[210] 2015-ben felmentették a Lucchese család társaival elkövetett 1978-as Lufthansa-rablásban való állítólagos részvétel alól, amelyből mai értékben kifejezve 21,3 millió dollárnyi pénzt loptak el. 2015-ben felmentették.[211][212] 2017 júniusában nyolc év börtönre ítélték, mert megrendelte egy autó felgyújtását, amely elütötte őt a queensi Howard Beachen. 2017-ben a COVID-19 járvány kitörésétől való pánik miatt 2020. április 18-án szabadult.[213]
- Anthony "Fat Tony" Rabito – Vincent Basciano egykori megbízott tanácsosa, mielőtt bebörtönözték, és a Bonanno család régi tagja. Rabito 2003 januárjától 2004 júliusáig illegális szerencsejáték- és uzsorakört működtetett Brooklynban, Queensben, Manhattanben és Staten Islanden, heti 210000 dollárt keresve ezzel.[97]

### Bebörtönzött katonák
- Baldassare "Baldo" Amato – a szicíliai csoport katonája és a Queens-i Ridgewoodban működő szabadúszó banda vezetője. Egykor Carmine Galante egykori főnök testőre volt, és vele volt azon a napon is, amikor meggyilkolták, állítólag együttműködött Galante meggyilkolásában is, mivel megkímélték az életét. 2006-tól jelenleg életfogytiglani börtönbüntetését tölti két gyilkosságért és zsarolásért.[214][215][216][217]
- Louis "Louie Ha Ha" Attanasio – egykori helyi vezér Bronxban. Attanasio a testvérével, Robert "Bobby Ha Ha" és Peter Calabrese-vel együtt 1984-ben meggyilkolta a Bonanno család szicíliai csoportjának tagját, Cesare Bonventre-t.[218] 2006. szeptember 20-án Attanasiót és Peter Calabrese-t 15 év börtönre ítélték az 1984-es Bonventre-gyilkosságért.[219] Attanasio tervezett szabadulásának időpontja 2018. január 23.[220] Testvérét, aki csak a Bonanno család társa volt, 2 év felfüggesztett szabadságvesztésre ítélték, az első 6 hónapra otthoni fogva tartást rendelt el GPS-megfigyeléssel Nicholas Garaufis, az Egyesült Államok vezető kerületi bírója. Azzal is megvádolták, hogy kapcsolatban állt a Bonanno és a Gambino bűnözői családok tagjaival, többek között bocciázott Louis Vallarióval, a Gambino bűnözői család egyik helyi vezérével, amiben Attanasio bűnösnek vallotta magát. Az is kiderült, hogy Robert Attanasio 2017-től prosztatarákban szenvedett.[221]
- Thomas Fiore – Gerard Chilli dél-floridai bandájának egykori "megbízott helyi vezérr". Palm Beach megyében, Boynton Beach városában él. A dél-floridai bandája ellen 2009. október 14-én vádat emeltek a RICO-törvény alapján. A legénység tizenegy tagja közül hatan bűnösnek vallották magukat számos bűncselekmény elkövetésében. A magukat bűnösnek valló tagok között volt a legénység végrehajtója, Pasquale Rubbo és testvére, Joseph Rubbo. A banda gyújtogatásban, biztosítási csalásban, személyazonosság lopásban, illegális szerencsejátékban és más bűncselekményekben vett részt. 2010. március 2-án Fiore-t zsarolásért tizenkét évre ítélték, a tervezett szabadulásának időpontja 2020. január 18.[222]
- Anthony "Bruno" Indelicato – nagybátyja, Joseph Indelicato bandájának katonája, és Alphonse "Sonny Red" Indelicato fia. Az 1970-es évek vége óta tag, Anthony Indelicato részt vehetett Carmine Galante 1979-es meggyilkolásában. Indelicato vádlott volt az 1986-os maffia-bizottsági perben,[223] ahol 45 évre ítélték, majd 2000-ben szabadult. 2008. december 16-án 20 év börtönbüntetést kapott Frank Santoro 2001-es meggyilkolásáért. Tervezett szabadulásának időpontja 2023. május 20.[224]
- Thomas Pitera – katona és bérgyilkos, akit életfogytiglani börtönbüntetésre ítéltek. Jelenleg is szövetségi börtönben tölti büntetését.[225]
- Anthony "Tony Green" Urso – egykori helyi vezér és megbízott helyi vezér Joseph Massino vezetése alatt az 1990-es években. Urso 2004-ben került börtönbe zsarolásért és uzsorakölcsönökért. Jelenleg is börtönben van, tervezett szabadulásának időpontja 2021. december 5.[226]
- Gino Galestro – egykori újságkihordó teherautó-sofőr és katona, aki Staten Islanden tevékenykedett. Bűnösnek vallotta magát abban, hogy 2005-ben megrendelte társa, Robert McKelvey meggyilkolását egy pénztartozás miatt. Szabadulása 2023-ban várható.[227]

## Korábbi tagok
- Francesco "Frank" Bonomo – 1901-ben született a szicíliai Castellammare del Golfoban.[228] Az 1930-as évek végére a Bonanno klán katonája volt. Mike Adamót és Frank Marit állítólag Bonomo vitte el arra a találkozóra, amelyen 1968-ban mindkettőjüket meggyilkolták, mivel a Bonanno főnök Paul Sciacca vezetésének megdöntésére irányuló összeesküvést szőttek. Bonomo az 1970-es évek végén megbízott helyi vezér volt, és Carmine Galante a meggyilkolása előtt hivatalos helyi vezérré léptette elő. A férfi 1987-ben halt meg.
- Cesare "The Tall Guy" Bonventre – egykori helyi vezér és a szicíliai csoport tagja. Vito Bonventre, John Bonventre és Joseph Bonanno rokona volt. 1984. április 16-án gyilkolták meg.
- John "Boobie" Cerasani – a Bonanno klán katonája és Sonny "Black" Napolitano jobbkeze volt.[229] Cerasani részt vett a három helyi vezér, Alphonse Indelicato, Dominick Trinchera és Philip Giaccone 1981-es meggyilkolásában. 1982. július 26-án Cerasani, Benjamin "Lefty" Ruggiero, Anthony Rabito, Nicholas Santora és Antonio Tomasulo bíróság elé állt a manhattani szövetségi kerületi bíróságon. Cerasanit később felmentették.[230]
- Gerard "Gerry" Chilli – helyi vezér, aki egy Staten Island-i bandát irányított, Chilli irányította a család floridai műveleteit Broward megyében, hollywoodi otthonából unokaöccsével, Thomas Fiore-ral, aki jelenleg is aktív tag. Chilli 2016. szeptember 10-én halt meg.[231]
- James "Jimmy Legs" Episcopia – egy katona, aki Sonny "Black" Napolitano helyi vezérnek dolgozott.[232][233]
- Salvatore "Sal the Iron Worker" Montagna – helyi vezér és megbízott főnök Vincent Basciano 2005-ös elítélése után. A Bronxban székelő Montagna állítólag a szicíliai csoport vezetője volt. Montagna a kanadai Quebecben, Montrealban született, és a New York-i Elmontban lakott. Családja a szicíliai Castellammare del Golfoból származott. Montagnát 2009. április 21-én Kanadába deportálták, és Montrealban telepedett le. Montrealban Montagna megpróbálta átvenni az irányítást a Rizzuto bűnözőklán felett, míg annak vezetője, Vito Rizzuto börtönben volt az Egyesült Államokban. 2011. november 24-én Montagnát Montrealon kívül meggyilkolták, holttestét a québeci Repentigny közelében, az Assomption folyóban, az Île Vaudry-n találták meg.[234]
- Gerlando "George from Canada" Sciascia – egy korábbi helyi vezér, aki a New York-i szicíliai csoporttal dolgozott.[235] Sciascia közvetítőként szolgált a Bonanno család és a montreali Rizzuto család között az 1990-es években. 1999. március 18-án meggyilkolták.[236][237]
- Michael Zaffarano – egykori helyi vezér, aki a felnőtt szórakoztatóiparban tevékenykedett.[238][239] A bandájának egyik katonája, Anthony Mirra volt a felelős azért, hogy Joseph D. Pistone ("Donnie Brasco") FBI ügynök beépült a Bonanno bűnözőklánba. 1980. február 14-én Zaffarano szívrohamban halt meg egy FBI rajtaütés során.[238][240]

## Családi csapatok
- Knickerbocker Ave Zips, más néven a szicíliai csapat – Bushwick, Brooklyn és Queens Ridgewood, Glendale, Middle Village és Maspeth városrészekben működött.[241] Az 1950-es években a Bonanno család elkezdte a szicíliai születésű maffiatagokat New Yorkba hozni, hogy szorosabb kapcsolatot tartson fenn a szicíliai maffiacsaládokkal. Az amerikai maffiózók gyakran Zipek néven emlegetik ezeket a szicíliai maffiózókat. A becsmérlő elnevezés a szicíliai születésükből és a gyorsan beszélő, nehezen érthető szicíliai dialektusukból ered. Az 1960-as évek végén Salvatore Catalano irányította a szicíliai Zipeket, akik Carmine Galantéval együtt a család heroinüzletét működtették.[241] A Zip-csapat tagjai voltak Galante két legmegbízhatóbb testőre, az unokatestvérek, Cesare Bonventre és Baldo Amato.[241]
- A Motion Lounge crew – amelyet korábban Nicholas "Nicky Mouth" Santora helyi vezér vezetett 2018-ban bekövetkezett haláláig. Ez a brooklyni székhelyű csapat elsősorban a nyugat-brooklyni Williamsburg és East Williamsburg közösségekben tevékenykedik.
- The Indelicato crew – amelyet Joseph Indelicato helyi vezér vezetett. Ez a csapat Manhattanben és New Jerseyben működik. Indelicato unokaöccse, Anthony "Bruno" Indelicato is a banda katonája.[198]
- Bath Avenue crew – egy "farmcsapat", amelyet Paul Gulino, Bonanno társa vezetett, és amelyet Anthony Spero tanácsos felügyelt, amíg Gulino vitába nem keveredett Speróval, és fel nem lökte őt. Spero ezután elrendelte Gulino halálát, és Gulinót saját Bath Avenue bandájának két tagja, Joey Calco és Tommy Reynolds gyilkolta meg (Calco volt aki meghúzta a ravaszt).[242] Fabrizio Defrancisci az egyetlen a banda egykori tagjai közül, aki a Bonnano klánban lett made man.
- Arizona Crew – az arizonai Tucsonban működő Arizona Crew-ról, amelyet korábban Salvatore Bonanno vezetett, kevés információ ismert róla. Lehetséges és nagyon valószínű, hogy megszűnt.

## Bonannoék és a kanadai csoportok

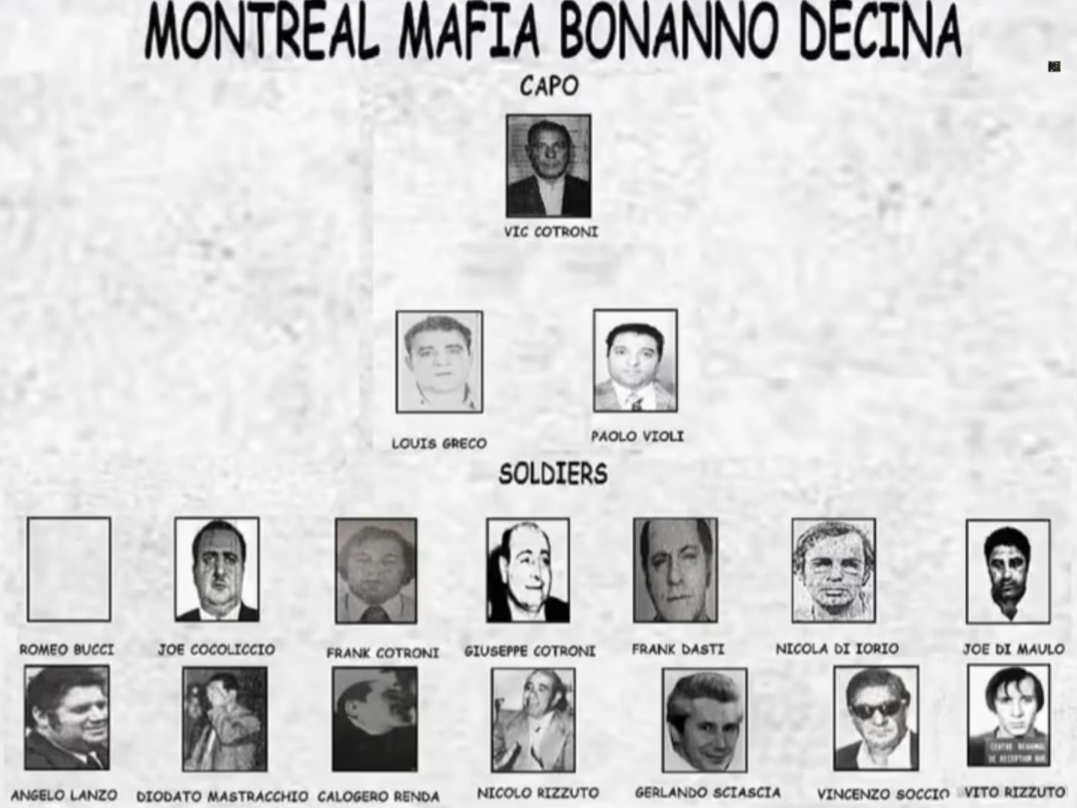
A Kanadai Királyi Lovasrendőrség grafikonja a Bonanno bűnözőklán bandájáról Montrealban.

1953-ban Joseph Bonanno főnök Carmine Galantét a kanadai Québecbe, Montrealba küldte, hogy felügyelje az ottani drogüzletet, ahol a Cotroni bűnözőklán calabriai tagjával, Vincenzo Cotronival dolgozott együtt a French Connectionben. 1953-ban a rendőrség becslése szerint Galante évente mintegy 50 millió dollár értékű szerencsejátékprofitot szedett össze Montrealban. 1956 áprilisában Galante erős zsarolási taktikája miatt a kanadai kormány visszatoloncolta őt az Egyesült Államokba. Rizzuto a Luigi Greco által vezetett szicíliai csoport egyik alárendeltje volt egészen 1972-ben bekövetkezett haláláig. Mivel ekkor a feszültség hatalmi harcba torkollott a klán calabriai és szicíliai csoportja között, 1973-ban maffiaháború kezdődött. A helyi vezér, Paolo Violi panaszkodott szicíliai "alárendeltjei", különösen Nicolo Rizzuto egyéni módszereire. 1977-ben Rizzuto és Violi egy rendőrségi jelentés szerint egy montreali lakos otthonában találkoztak szemtől szembe, hogy egy utolsó erőfeszítéssel rendezzék nézeteltéréseiket. A béketárgyalások azonban kudarcba fulladtak, és a Rizzuto család nagy része Venezuelába menekült. 1978-ban a szicíliaiak megölték Violit, a testvéreit valamint másokat. 1984-ben Vincenzo Controni természetes halálával a Rizzuto bűnözőklán lett a legerősebb montreali maffia klán. Az FBI szerint mind a Cotronik, mind a Rizzutók kapcsolatban álltak a Bonanno klánnal, de a kanadai bűnüldöző szervek különállónak tartják őket. A Rizzuto családot néha a Hatodik Családként is emlegetik. 1988-ban Nicolo Rizzutót elítélték kokainkereskedelemért, és fia, Vito Rizzuto lett a klán főnöke. 2004 januárjában letartóztatták Vito Rizzutót, és 2006 augusztusában gyilkosság vádjával kiadták az Egyesült Államoknak. 2007 májusában Rizzuto elfogadta a vádalkut a három renegát Bonanno helyi vezér 1981. májusi New York-i meggyilkolásában való részvételéért, és 10 év börtönbüntetésre ítélték. A börtönben töltött idő alatt fiát, Ifj. Nicolo Rizzutot 2009. december 28-án, míg apját, Id. Nicolo Rizzutot 2010. november 10-én gyilkolták meg. 2012. október 5-én szabadult a börtönből, majd 2013. december 23-án tüdőrák szövődményei következtében meghalt.

## Informátorok és tanúk
- William Joseph Dara – ő az első megerősített Bonanno informátor. 1905. július 12-én született Szicíliában, és 1910-ben vándorolt be az Egyesült Államokba. Floridában és Miami környékén tevékenykedett. A Bonanno bűnözőklán katonája lett 1949 vagy 1950 körül. Besúgó lett, és 1967 végén döntött az együttműködés mellett, két nappal azután, hogy 7 és fél év börtönbüntetésre ítélték, mert 250000 dollárt akart kizsarolni egy miami székhelyű kamionos cég tulajdonosától. Az FBI feljegyezte, hogy 1968-ban a Bonanno helyi vezér Michael Sabella mellett Dara találkozott Miamiban a Lucchese klánhelyi vezérvel Paul Vario-val és a megbízott főnökkel, Ettore Cocóval, hogy fenntartsák a békét a két klán között. 1982. július 9-én halt meg egy repülőgép-szerencsétlenségben Louisianában.[252]
- Joseph Calco – a Bath Avenue bandának, a Bonanno bűnözőklán követőjének és alcsoportjának egykori munkatársa. Ő volt a kiváltója a gyermekkori barátja és a Bath Avenue bandavezér Paul Gulino elleni 1993. július 25-i merényletnek. 2001-ben Calco a hatóságok tanúja lett, és tanúskodott a Bonanno tanácsos, Anthony Spero ellen. Calco ezután "Joseph Milano" néven belépett a tanúvédelmi programba. Mialatt egy floridai pizzériában dolgozott, Calco 2009-ben bántalmazott és pisztollyal megvert egy vendéget, aki panaszkodott a calzone rendelésére, és ezzel valódi személyazonossága nyilvánosságra került; 2011 novemberében 6 hónap börtönbüntetésre ítélték.[253][254]
- Michael "Mikey Y" Yammine – a Bath Avenue csapatának egykori követője. 2001-ben Yammine a hatóság informátora lett. 2001 márciusában a Bath Avenue bandatársával és Joseph Calcóval együtt tanúskodott a Bonanno klán egykori tanácsosa, Anthony "Old Man" Spero ellen.[255][256]
- Vincenzo Morena – egykori katona, aki a Bonanno-Giannini bandában tevékenykedett Queensben. Több mint 4 év börtönbüntetésre ítélték 2001-ben. Morena a 2000-es évek eleje óta titokban besúgó volt. Része volt a 2015 novemberi bűnüldözési akciónak, amely a Bonanno és Gambino klánokat vette célba, és amely felügyelte, hogy egy alkalmazott ügynök titokban a történelemben először amerikai maffiataggá váljon, Morena magát is beiktatta, és a szertartást rögzítették.
- Id. Frank Coppa – egykori helyi vezér és Joseph Massino közeli barátja. Carmine Galante 1977 közepén Brooklynban beiktatta a Bonanno klánba. Megjegyezték, hogy John Palazzolo mellett avatták be, azonban Cesare Bonventre és Baldo Amato beavatására ugyanazon az éjszakán került sor. 1978-ban túlélt egy autóbombát. Coppa arról volt ismert, hogy csalásokban és tőzsdei csalásokban vett részt. A hatóságok tanúja lett 2002 novemberében.[257][258]
- Salvatore "Handsome Sal" Vitale – egykori főnökhelyettes. 2003 januárjában Vitale-t megvádolták a Bonanno klán egy tagjának, Robert Perrinónak az 1992-es meggyilkolásával. 2003 áprilisában Vitale szintén informátor lett. 2004 júliusában tanúskodott a sógora, Joseph Massino perében. 2010-ig Vitale 51 szervezett bűnöző ellen tett vallomást.[259][260][261]
- James "Big Louie" Tartaglione – egykori helyi vezér. 2003-ban elkezdett lehallgatót viselni, és rögzítette a Bonanno család más tagjaival folytatott beszélgetéseket. 2007-ben tanúskodott Vincent Basciano és Patrick DeFilippo ellen.[262][263][264][265]
- Joseph "Joey Moak" D'Amico – volt katona. 1977-ben került be a Bonanno klánba a Little Italy-i Elizabeth Streeten. Nagybátyja, a Bonanno helyi vezér Alfred "Al Walker" Embarrato bandájában szolgált. Ismerőse volt a szicíliai bérgyilkosnak és Bonanno capónak, Cesare Bonventre-nek is, akik együtt láthatók több FBI megfigyelési fotón. 1982. február 18-án meggyilkolta Anthony Mirrát, az unokatestvérét és Bonanno helyi vezért, Joseph Massino főnök utasítására, mivel Mirra megengedte Joseph Pistone FBI-ügynöknek, ismertebb nevén Donnie Brassónak, hogy beépüljön a családba. 2003 januárja és márciusa között D'Amico úgy döntött, hogy informátor lesz.[258][266]
- Frank "Curly" Lino – egykori helyi vezér. Lino 2003-ban lett informátor, és tanúskodott a Bonanno vezérek, Alphonse Indelicato, Philip Giaccone és Dominick Trinchera 1981-es meggyilkolásának tárgyalásán. Lino ezután tanúskodott Dominick Napolitano 1981-es meggyilkolásáról. Napolitanót a Bonanno család tagja, Id. Robert Linoés Ronald Filocomo ölte meg.[267][268]
- Duane "Goldie" Leisenheimer – a család követője és Joseph Massino szövetségese volt tizenkét éves kora óta.[269] Csatlakozott a Massino-eltérítő bandához, és segített Massino elrejtésében az 1980-as években. Leisenheimer volt a három helyi vezér 1981-es meggyilkolásának megfigyelője. 2004-ben, miután Salvatore Vitale tanúskodott ellene, Leisenheimer informátorrá vált Massino ellen.[269]
- Joseph "Big Joe" Massino – korábbi főnök az 1990-es évek elejétől 2004-ig. 1960 óta tevékenykedett, mivel Salvatore Vitale, sógora és későbbi Bonanno főnökhelyettes mutatta be. Az 1970-es évek végén lett katona. Massino lett az első hivatalos New York-i főnök, aki informátor lett. Főnökként Massino a Bonanno családot New York leggyengébb családjából az ország egyik legerősebb családjává küzdötte fel. Összefogott a Gambino család főnökével, John Gottival, hogy visszahelyezzék a Bonanno családot a Bizottságba, akiket azért rúgtak ki, mert lehetővé tette Donnie Brasco, ismertebb nevén Joseph Pistone FBI ügynöknek, hogy találkozzon a korábbi floridai családfőnökkel, Santo Trafficantéval, és a Bonanno szervezet több magas rangú tagjával. A 2000-es évek elején Massino volt a legerősebb és legbefolyásosabb főnök, aki nem ült börtönben. 2003 januárjában azonban Massinót megvádolták Dominick Napolitano 1981-es meggyilkolásával. Massino azért ölette meg Napolitanót, mert az FBI-ügynök Joseph D. Pistone-t (Donnie Brascot) bevette a bandájába. A 2004-es tárgyalásán több mint 70 tanú vallott ellene, és 4 gyilkosságban való részvétellel vádolták. John Ashcroft volt amerikai főügyész azzal vádolta, hogy 1999-ben ő rendelte el a Bonanno helyi vezér és a fő heroincsempész Gerlando Sciascia meggyilkolását. Ezen kívül azzal gyanúsították, hogy részt vett Anthony Mirra 1982-es, valamint Cesare Bonventre szicíliai bérgyilkos 1984-es meggyilkolásában, továbbá Gabriel Infanti bérgyilkos meggyilkolásában. Massino 2004-ben informátorrá vált, és saját klántagjai ellen vallott, hogy elkerülje a halálbüntetést. 2005 januárjában Massino lehallgatót viselt, hogy a börtönben beszélgetéseket rögzítsen a megbízott főnökével, Vincent Bascianóval.[270][271][272][273][274]
- Michael "Sonny" Maggio – volt katona. A Bonanno családon belül egy nem hivatalos bandát vezetett Gino Galestróval.[275] Megjegyezték, hogy Maggio legalább 2 gyilkossági megbízást adott, köztük Robert McKelvey-t, egy Bonanno szimpatizánst, akit 2005 áprilisában a Kreischer-kúria előtt leszúrtak, majd megfojtottak, a holttestet később feldarabolták és elégették.[276] Maggiót 2005-ben 6 év börtönbüntetésre ítélték, majd 2011-ben szabadult. Börtönévei alatt kifejtette, hogy szívesen festett képeket és küldte el azokat a gyermekeinek, azonban nem volt biztos abban, hogy a gyermekei megkapták a festményeket, nővére Galestróval kötött házassága miatt.[277]
- Peter Rosa – egykori katona. Állítólag ő követte el Gerald Guarino 1989-es meggyilkolását. Rosa 2006-tól a bűnüldöző szervek besúgója lett.[278][279]
- Dominick Cicale – Vincent "Vinny Gorgeous" Basciano egykori helyi vezére és társa. Legalább 2 gyilkosságban való részvétellel gyanúsították, köztük a 2004-es gyilkosságban, amelyben Bonnano társa, Randy Pizzolo is részt vett. Mielőtt csatlakozott a Bonanno családhoz, meggyilkolt egy drogdílert Floridában, és 11 évet ült börtönben.[280][281] 2007-ben a hatóságok tanúja lett, és vallomást tett Basciano ellen. 2013-ban szabadult, miután 8 évet ült a börtönben.[282][283][284] 2014-ben arra kérte Richard J. Sullivan bírót, hogy tanúsítson engedékenységet a marihuána eladásáért elítélt Joseph Bascianóval szemben, aki a Bonanno egykori megbízott főnökének, Vincent Bascianónak a fia; Sullivan 6 hónap börtönbüntetésre ítélte Bascianót.
- Nicholas "P.J." Pisciotti – egykori megbízott helyi vezér. Pisciotti 2007-ben egy Little Italy étteremben megtámadta a Genovese család több szimpatizánsát. Amikor Piscotti megtudta, hogy a Bonanno maffiózók, Nicholas Santora és Anthony Rabito engedélyt adtak a Genovese családnak a megölésére, Pisciotti a besúgó lett és tanúskodott Vincent Basciano ellen.[285]
- Generoso "Jimmy a tábornok" Barbieri – egykori katona és megbízott helyi vezér. 2011-ben informátor lett, és kétszer is tanúskodott Vincent Basciano ellen. A korábbi főnökkel, Joseph Massinóval együtt felfedte Basciano összeesküvését Greg Andres ügyvéd meggyilkolására. 2013-ban bűnösnek vallotta magát gyilkosság, zsarolás, illegális szerencsejáték és uzsoráskodás vádjában, és már letöltendő szabadságvesztésre ítélték.[286][287]
- Peter "Pug" Lovaglio – egykori katona és helyi vezér, akinek a székhelye Staten Islanden volt. 2013-ban bűnösnek vallotta magát 3 feltételes szabadlábra helyezés megsértésében. 2015-ben egy sushi bárban elkövetett súlyos testi sértés után beleegyezett az együttműködésbe a hatóságokkal, 2017 márciusában 8 év börtönbüntetésre ítélték a bűncselekményért. 2018 januárjában Lovaglio tanúskodott a philadelphiai családfőnök Joey Merlino ellen, és elmesélte, hogy 2015-ben összebarátkozott Merlinóval.[288]
- Thomas "Sharkey" Carrube – egykori katona. 1992-ben Carrube ellen James Galante-val együtt vádat emeltek zsarolás és megvesztegetés miatt, miközben művezetőként dolgoztak a Metropolitan News Company-nál.[289] 2014-ben Carrube a Bonnano családba lépett be, hogy védelmet kérjen Peter Lovagliótól. Carrube elutasította Lovaglio üzleti ajánlatát, és az akkori tanácsos, Simone Esposito ajánlotta fel neki a tagságot. A család vezetésében kialakult vita (Mancuso a Cammanaro ellen) során Carrube a feszültségek nagy részének tanúja volt. 2017-ben Carrube-t megkeresték a hatóságok, és beleegyezett, hogy informátor legyen, és felvegye a családtagok közötti beszélgetéseket.
- Gene Borrello (szül. 1984) – egykori Bonanno társ, jelenleg podcaster, író.

### Meghallgatások
| Bonanno család Valachi meghallgatás (1963)               | Bonanno család Valachi meghallgatás (1963) |
| -------------------------------------------------------- | --- |
| Főnök                                                    | Joseph Bonanno |
| Alfőnök                                                  | Carmine Galante |
| Tanácsos                                                 | Frank Garafolo |
| Caporegime                                               | Joseph Notaro, egyéb caporegime ismeretlen |
| Katonák                                                  | Michael Angelina, James Colletti, Michael Consolo, Rasario Dionosio, Nicholas Marangello, Frank Mari, John Petrone, Angelo Presinzano, Frank Presinzano, Phillip "Rusty" Rastelli, George Rizzo, Michael Sabella, Joseph Spadaro, Costenze Valente, Frank Valente, Nicholas Zapprana |
| Lásd: GangRule.com – Family Charts: Bonanno family chart | |

## A populáris kultúrában
- Az 1997-es Fedőneve: Donnie Brasco című film azt meséli el, hogy Joseph D. Pistone FBI-ügynök hogyan dolgozhatott beépülve a Bonanno bűnözőcsaládnál, és hogyan lett belőle majdnem a maffia embere. A filmet Mike Newell rendezte, Joseph D. Pistone írta és Al Pacino, valamint Johnny Depp játszotta a főszerepeket.[290]
- Az 1999-es Bonanno: A Keresztapa története című film Joseph "Joe Bananas" Bonanno főnök önéletrajza. A Michel Poulette által rendezett film a Bill és Joseph Bonanno által írt könyv alapján készült. Joseph-et Martin Landau, Tony Nardi. és Bruce Ramsay játszotta.[291]
- A 2008-as Grand Theft Auto IV videojátékban a Messina család nagyjából hasonlít a Bonanno családra, mivel Messina egy szicíliai város, mint ahol Bonanno eredetileg született.

## Fordítás
- Ez a szócikk részben vagy egészben  a   Bonanno crime family című angol Wikipédia-szócikk ezen változatának fordításán alapul.  Az eredeti cikk szerkesztőit annak laptörténete sorolja fel. Ez a jelzés csupán a megfogalmazás eredetét és a szerzői jogokat jelzi, nem szolgál a cikkben szereplő információk forrásmegjelöléseként.